# Liste der Kulturdenkmale in Flensburg-Altstadt - Bauliche Anlagen (A–H)
In der Liste der Kulturdenkmale in Flensburg-Altstadt sind alle Kulturdenkmale des Stadtteils Altstadt (beziehungsweise der Flensburger Innenstadt) der schleswig-holsteinischen Stadt Flensburg aufgelistet. Der Erstellung diente insbesondere die im Hauptartikel gelistete Literatur. (Stand: 31. März 2025).
Aufgrund der hohen Anzahl der Kulturdenkmale wurde die alphabetisch nach Adressen geordnete Liste in folgende drei Teillisten untergliedert:
- Liste der Kulturdenkmale in Flensburg-Altstadt mit Sachgesamtheiten und Mehrheit von baulichen Anlagen
- Liste der Kulturdenkmale in Flensburg-Altstadt – Bauliche Anlagen (A–H)
- Liste der Kulturdenkmale in Flensburg-Altstadt - Bauliche Anlagen (I–Z)

Diese Teilliste enthält alle Kulturdenkmale von A bis H.
Die Bodendenkmale sind in der Liste der Bodendenkmale in Flensburg erfasst.

## Legende
In den Spalten befinden sich folgende Informationen:
- Objekt-ID: die Nummer des Kulturdenkmales
- Lage: die Adresse des Kulturdenkmales und die geographischen Koordinaten. Kartenansicht, um Koordinaten zu setzen. In der Kartenansicht sind Kulturdenkmale ohne Koordinaten mit einem roten Marker dargestellt und können in der Karte gesetzt werden. Kulturdenkmale ohne Bild sind mit einem blauen Marker gekennzeichnet, Kulturdenkmale mit Bild mit einem grünen Marker.
- Offizielle Bezeichnung: Bezeichnung des Kulturdenkmales
- Beschreibung: die Beschreibung des Kulturdenkmales
- Bild: ein Bild des Kulturdenkmales

## Bauliche Anlagen
| Objekt-ID      | Lage                                                     | Offizielle Bezeichnung                                        | Beschreibung | Bild                             |
| -------------- | -------------------------------------------------------- | ------------------------------------------------------------- | --- | -------------------------------- |
| 89 Wikidata    | Am Nordertor 1 (54° 47′ 44″ N, 9° 25′ 49″ O)             | Nordertor                                                     | Alteintragung (Aktualisierung vorgesehen); Das Nordertor stammt aus dem Jahre 1595. Das Tor wurde in der Zwischenzeit mehrmals umgebaut. - Begründung: geschichtlich, wissenschaftlich, künstlerisch, städtebaulich - Schutzumfang: Alteintragung (Aktualisierung vorgesehen) - Denkmaltyp: Bauliche Anlage | weitere Fotos \| Fotos hochladen |
| 32 Wikidata    | Angelburger Straße 2 (54° 46′ 57″ N, 9° 26′ 13″ O)       | Wohn- und Geschäftshaus                                       | Wohn- und Geschäftshaus; 1804, Axel Bundsen; dreigeschossiger Putzbau in Ecklage, Kolossalordnung in den Obergeschossen, flach geneigtes Satteldach und Tympanon, Innenausstattung auf F. A. Tadey zurückgehend; Klassizistisches Bürgerhaus, 1820 von dem Zuckerraffinadeur Carl Georg Brix erworben. - Begründung: geschichtlich, künstlerisch, städtebaulich - Schutzumfang: gesamtes Objekt - Denkmaltyp: Bauliche Anlage, Mehrheit von baulichen Anlagen: Platzrandbebauung Südermarkt                                                                        | Fotos hochladen                  |
| 45480 Wikidata | Angelburger Straße 11 (54° 46′ 59″ N, 9° 26′ 14″ O)      | Quergebäude                                                   | Hinterhaus/Quergebäude; 18. Jh.; flachgedeckter Anbau in Verbindung mit Quergebäude Nr. 13 - Begründung: geschichtlich, städtebaulich - Schutzumfang: gesamtes Äußeres - Denkmaltyp: Bauliche Anlage, Mehrheit von baulichen Anlagen: Wohn- und Geschäftshäuser Angelburger Straße 9-15 | BW                               |
| 10559 Wikidata | Angelburger Straße 13 (54° 46′ 58″ N, 9° 26′ 15″ O)      | Kaufmannshof: Vorderhaus                                      | Kaufmannshof: Vorderhaus; um 1700 (d); zweigeschossiges, giebelständiges Wohn- und Geschäftshaus mit neugotischer Putzfassade und geschultertem Dreiecksgiebel mit Firstzinne - Begründung: geschichtlich, wissenschaftlich, städtebaulich - Schutzumfang: gesamtes Äußeres - Denkmaltyp: Bauliche Anlage, Mehrheit von baulichen Anlagen: Wohn- und Geschäftshäuser Angelburger Straße 9-15 | BW                               |
| 35604 Wikidata | Angelburger Straße 13 (54° 46′ 58″ N, 9° 26′ 15″ O)      | Kaufmannshof: erstes Quergebäude                              | Kaufmannshof: erstes Quergebäude - Begründung: geschichtlich, wissenschaftlich, städtebaulich - Schutzumfang: gesamtes Äußeres - Denkmaltyp: Bauliche Anlage, Mehrheit von baulichen Anlagen: Wohn- und Geschäftshäuser Angelburger Straße 9-15 | BW                               |
| 10558 Wikidata | Angelburger Straße 15 (54° 46′ 58″ N, 9° 26′ 16″ O)      | Kaufmannshof: Vorderhaus                                      | Kaufmannshof: Vorderhaus; 17./18. Jh.; zweigeschossiges giebelständiges Wohn- und Geschäftshaus mit geschlämmter Fassade, Fachwerkgiebel - Begründung: geschichtlich, städtebaulich - Schutzumfang: gesamtes Objekt - Denkmaltyp: Bauliche Anlage, Mehrheit von baulichen Anlagen: Wohn- und Geschäftshäuser Angelburger Straße 9-15 | Fotos hochladen                  |
| 35611 Wikidata | Angelburger Straße 15 (54° 46′ 58″ N, 9° 26′ 16″ O)      | Kaufmannshof: erster Seitenflügel                             | Kaufmannshof: Vorderhaus; 17./18. Jh.; zweigeschossiges, giebelständiges Wohn- und Geschäftshaus mit geschlämmter Fassade, Fachwerkgiebel - Begründung: geschichtlich, städtebaulich - Schutzumfang: gesamtes Äußeres - Denkmaltyp: Bauliche Anlage, Mehrheit von baulichen Anlagen: Wohn- und Geschäftshäuser Angelburger Straße 9-15 | BW                               |
| 46322 Wikidata | Angelburger Straße 15 (54° 46′ 59″ N, 9° 26′ 16″ O)      | Kaufmannshof: zweiter Seitenflügel                            | Kaufmannshof: zweiter Seitenflügel; 18. Jh.; östlicher Seitenflügel mit Fachwerkobergeschoss - Begründung: geschichtlich, städtebaulich - Schutzumfang: gesamtes Äußeres - Denkmaltyp: Bauliche Anlage, Mehrheit von baulichen Anlagen: Wohn- und Geschäftshäuser Angelburger Straße 9-15 | BW                               |
| 1485 Wikidata  | Angelburger Straße 22 (54° 46′ 57″ N, 9° 26′ 18″ O)      | Kaufmannshof                                                  | Kaufmannshof; frühes 17. Jh.; Vorderhaus mit klassizistischer zweigeschossiger Putzfassade, Halbwalmdach, Fachwerkkonstruktion, Rundbogennische an der Ostfassade mit eingestellter Skulptur; zweigeschossiger hellgeschlämmter Erweiterungsbau mit Satteldach; zweigeschossiger hellgeschlämmter Seitenflügel des 19. Jhs. mit hölzernem Kranerker und Satteldach - Begründung: geschichtlich, künstlerisch, städtebaulich - Schutzumfang: gesamtes Objekt - Denkmaltyp: Bauliche Anlage                                                                          | BW                               |
| 12642 Wikidata | Angelburger Straße 23 - 25 (54° 46′ 58″ N, 9° 26′ 19″ O) | Kaufmannshof                                                  | Kaufmannshof; letztes Drittel 19. Jh., Gebrüder Hummel; Kaufmannshof aus dreigeschossigem Wohn- und Geschäftshaus mit zur Straße abgewalmtem Dach und aufwendiger, zweigeteilter Putzfassade; westlich zweigeschossiger Seitenflügel (19. Jh.); Querspeicher von 1881; öst. Seitenflügel (spätes 18. Jh.) zweigeschossig mit geschlämmtem Backsteinmauerwerk, zum Teil mit Fachwerk; zweigeschossiger Querbau mit Tor an Giebelseite und Zahlenanker 1780 - Begründung: geschichtlich, städtebaulich - Schutzumfang: gesamtes Objekt - Denkmaltyp: Bauliche Anlage | BW                               |
| 2078 Wikidata  | Angelburger Straße 24 (54° 46′ 57″ N, 9° 26′ 19″ O)      | Wohn- und Geschäftshaus                                       | Wohn- und Geschäftshaus; 1601 (d); ehem. adeliger Stadthof mit klassizistisch gestalteter zweigeschossiger Halbwalmfassade und Trauffassade in Fachwerkkonstruktionen des 17. Jh. mit Satteldach - Begründung: geschichtlich, künstlerisch, städtebaulich - Schutzumfang: gesamtes Objekt - Denkmaltyp: Bauliche Anlage | Fotos hochladen                  |
| 1544 Wikidata  | Dr.-Todsen-Straße 2 - 4 (54° 46′ 55″ N, 9° 26′ 12″ O)    | Mietwohnungshaus                                              | Alteintragung (Aktualisierung vorgesehen) - Begründung: geschichtlich, städtebaulich - Schutzumfang: gesamtes Objekt - Denkmaltyp: Bauliche Anlage | Fotos hochladen                  |
| 14154 Wikidata | Dr.-Todsen-Straße 3 - 5 (54° 46′ 55″ N, 9° 26′ 14″ O)    | Wohn- und Geschäftshäuser                                     | Wohn- und Geschäftshäuser; 1930, Max Schlichting; zwei viergeschossige Backsteinbauten mit durchgehender Ladenzone, Kastenerkern und Satteldach mit flachgedeckten Gauben - Begründung: geschichtlich, städtebaulich - Schutzumfang: gesamtes Äußeres - Denkmaltyp: Bauliche Anlage | BW                               |
| 19385 Wikidata | Friedrich-Ebert-Straße 1 (54° 46′ 53″ N, 9° 26′ 22″ O)   | NDR-Studio (Musikpavillon)                                    | NDR-Studio (Musikpavillon); 1930er Jahre, erweitert 1950–52, Architekt Paul Ziegler u. Theodor Rieve; ehem. Musikpavillon des Konzertgartens am Deutschen Haus, urspr. offener Rundpavillon mit überkragendem kupfergedecktem Flachdach, heute mit Freitreppe und nördlichem wie südlichem Anbau - Begründung: geschichtlich, künstlerisch, städtebaulich - Schutzumfang: gesamtes Objekt - Denkmaltyp: Bauliche Anlage, Sachgesamtheit: Deutsches Haus mit Konzertgarten                                                                                          | weitere Fotos \| Fotos hochladen |
| 105 Wikidata   | Friedrich-Ebert-Straße 7 (54° 46′ 52″ N, 9° 26′ 19″ O)   | Deutsches Haus                                                | Deutsches Haus; 1928–30, Architekt Paul Ziegler u. Theodor Rieve; platzbildende Klinkerbaugruppe in kubisch-expressionistischer Gestaltung des Neuen Bauens mit hohem, nach Norden gerichtetem Saaltrakt, niedrigerem Bibliotheksflügel und eingestelltem Turmblock, mit Flachdächern, Zwischenbau von 1981 - Begründung: geschichtlich, künstlerisch, städtebaulich - Schutzumfang: gesamtes Objekt - Denkmaltyp: Bauliche Anlage, Sachgesamtheit: Deutsches Haus mit Konzertgarten                                                                               | weitere Fotos \| Fotos hochladen |
| 63 Wikidata    | Große Straße 2 (54° 47′ 12″ N, 9° 26′ 3″ O)              | Kaufmannshof: Vorderhaus                                      | Vorderhaus; im Kern 16. Jh.; zweigeschossiger Backsteinbau mit zur Straße abgewalmtem Pfannendach und klassizistischer Putzfassade aus der Zeit um 1820/30, über der Attika breites, von Dreieckgiebel abgeschlossenes Zwerchhaus, Mitteleingang mit Dreieckgiebel über seitlichen Pilastern - Begründung: geschichtlich, künstlerisch, städtebaulich - Schutzumfang: gesamtes Objekt - Denkmaltyp: Bauliche Anlage, Sachgesamtheit: Kaufmannshof Große Straße 2                                                                                                   | weitere Fotos \| Fotos hochladen |
| 177 Wikidata   | Große Straße 2 (54° 47′ 12″ N, 9° 26′ 5″ O)              | Kaufmannshof: Rückflügel                                      | Rückflügel; 19. Jh., im Kern vermutlich älter; zwei geschlämmte Backsteinflügel mit hohen Sockelgeschossen und pfannengedeckten Satteldächern, Verbindungsbau und Vorbauten um 1990 - Begründung: geschichtlich, künstlerisch, städtebaulich - Schutzumfang: gesamtes Objekt - Denkmaltyp: Bauliche Anlage, Sachgesamtheit: Kaufmannshof Große Straße 2 | BW                               |
| 317 Wikidata   | Große Straße 2 (54° 47′ 12″ N, 9° 26′ 5″ O)              | Kaufmannshof: Seitenflügel                                    | Seitenflügel; 19. Jh., im Kern vermutlich älter; einspringender zweigeschossiger Flügelbau mit geschlämmten Außenmauern und pfannengedecktem Satteldach - Begründung: geschichtlich, künstlerisch, städtebaulich - Schutzumfang: gesamtes Objekt - Denkmaltyp: Bauliche Anlage, Sachgesamtheit: Kaufmannshof Große Straße 2 | weitere Fotos \| Fotos hochladen |
| 1393 Wikidata  | Große Straße 2 (54° 47′ 12″ N, 9° 26′ 4″ O)              | Kaufmannshof: Quergebäude                                     | Quergebäude; um 1800; östlich den Hof abschließender eingeschossiger Backsteinbau mit geschlämmten Außenmauern und pfannengedecktem Mansarddach - Begründung: geschichtlich, künstlerisch, städtebaulich - Schutzumfang: gesamtes Objekt - Denkmaltyp: Bauliche Anlage, Sachgesamtheit: Kaufmannshof Große Straße 2 | weitere Fotos \| Fotos hochladen |
| 91 Wikidata    | Große Straße 4 (54° 47′ 12″ N, 9° 26′ 2″ O)              | Kaufmannshof: Vorderhaus                                      | Vorderhaus; im Kern 16. Jh., um 1820; dreigeschossiger vierachsiger Bau auf heute winkelförmigem Grund mit geschlämmten Seitenwänden und klassizistischer Putzfassade, mit pfannengedecktem Walm- und Satteldach, im rückwärtigen Trakt die historische Dreiachsigkeit erhalten - Begründung: geschichtlich, wissenschaftlich, künstlerisch, städtebaulich - Schutzumfang: gesamtes Objekt - Denkmaltyp: Bauliche Anlage, Sachgesamtheit: Kaufmannshof Große Straße 4                                                                                              | Fotos hochladen                  |
| 14330 Wikidata | Große Straße 4 (54° 47′ 12″ N, 9° 26′ 3″ O)              | Kaufmannshof: Querspeicher                                    | Querspeicher; 18. Jh.; östlich den Hof abschließender schlichter zweigeschossiger Querbau mit geschlämmtem Backsteinmauerwerk, pfannengedecktem Mansarddach und mittiger rundbogiger Tordurchfahrt, hofseitig hohes Zwerchhaus mit hölzernem Windenausleger - Begründung: geschichtlich, wissenschaftlich, künstlerisch, städtebaulich - Schutzumfang: gesamtes Objekt - Denkmaltyp: Bauliche Anlage, Sachgesamtheit: Kaufmannshof Große Straße 4 | BW                               |
| 35633 Wikidata | Große Straße 4 (54° 47′ 12″ N, 9° 26′ 4″ O)              | Kaufmannshof: erster Seitenflügel                             | Erster Seitenflügel; im Kern 16./17. Jh., aufgestockt 1887; geschlämmter Backsteintrakt auf hohem Kellersockel mit pfannengedecktem Satteldach und Kranerker, Saalbau heute in gleicher Höhe wie das Vorderhaus mit großen Fenstern des ehemaligen Saales im Erdgeschoss - Begründung: geschichtlich, künstlerisch, städtebaulich - Schutzumfang: gesamtes Objekt - Denkmaltyp: Bauliche Anlage, Sachgesamtheit: Kaufmannshof Große Straße 4 | BW                               |
| 35733 Wikidata | Große Straße 4 (54° 47′ 13″ N, 9° 26′ 4″ O)              | Kaufmannshof: zweiter Seitenflügel                            | Zweiter Seitenflügel; 18./19. Jh.; dreigeschossiger geschlämmter Backsteintrakt auf hohem Kellersockel mit über Balkenköpfen auskragendem pfannengedecktem Satteldach und Kranerker - Begründung: geschichtlich, künstlerisch, städtebaulich - Schutzumfang: gesamtes Objekt - Denkmaltyp: Bauliche Anlage, Sachgesamtheit: Kaufmannshof Große Straße 4 | BW                               |
| 35734 Wikidata | Große Straße 4 (54° 47′ 13″ N, 9° 26′ 5″ O)              | Kaufmannshof: dritter Seitenflügel                            | Dritter Seitenflügel; Anfang 19. Jh.; zweigeschossiger geschlämmter Backsteintrakt mit pfannengedecktem Satteldach und Kranerker, das Erdgeschoss auf der rechten Seite mit vier Holztoren - Begründung: geschichtlich, wissenschaftlich, städtebaulich - Schutzumfang: gesamtes Objekt - Denkmaltyp: Bauliche Anlage, Sachgesamtheit: Kaufmannshof Große Straße 4 | BW                               |
| 92 Wikidata    | Große Straße 6 (54° 47′ 12″ N, 9° 26′ 2″ O)              | Kaufmannshof: Vorderhaus                                      | Vorderhaus; Mitte 19. Jh.; dreigeschossiger giebelständiger Bau mit klassizistischer Putzfassade, das pfannengedeckte Satteldach zur Straße abgewalmt, Erdgeschoss 1907 umgestaltet - Begründung: geschichtlich, künstlerisch, städtebaulich - Schutzumfang: gesamtes Objekt - Denkmaltyp: Bauliche Anlage, Sachgesamtheit: Kaufmannshof Große Straße 6/Speicherlinie 48 | BW                               |
| 352 Wikidata   | Große Straße 6 (54° 47′ 12″ N, 9° 26′ 2″ O)              | Kaufmannshof: erster Seitenflügel                             | Erster Seitenflügel; 16./17. Jh.; zweigeschossiger Flügelbau mit vorkragendem Fachwerkobergeschoss und pfannengedecktem Satteldach, im östlichen Fach Giebelluke - Begründung: geschichtlich, städtebaulich - Schutzumfang: gesamtes Objekt - Denkmaltyp: Bauliche Anlage, Sachgesamtheit: Kaufmannshof Große Straße 6/Speicherlinie 48 | BW                               |
| 353 Wikidata   | Große Straße 6 (54° 47′ 13″ N, 9° 26′ 3″ O)              | Kaufmannshof: zweiter Querspeicher                            | Zweiter Querspeicher; 18. Jh.; zweigeschossiger Querbau mit geschlämmtem Backsteinmauerwerk und pfannengedecktem Mansarddach, an der Westseite Giebelluke, seitlich Tordurchfahrt - Begründung: geschichtlich, städtebaulich - Schutzumfang: gesamtes Objekt - Denkmaltyp: Bauliche Anlage, Sachgesamtheit: Kaufmannshof Große Straße 6/Speicherlinie 48 | BW                               |
| 14202 Wikidata | Große Straße 8 (54° 47′ 12″ N, 9° 26′ 2″ O)              | Wohn- und Geschäftshaus                                       | Wohn- und Geschäftshaus; 1893/94, Maurermeister Chr. Henningsen; viergeschossiger Bau mit Flachdach und historisierender Putzfassade, rückwärtig gelbsteinsichtig mit innenhofbildendem einachsigem Flügelbau gleicher Höhe - Begründung: geschichtlich, städtebaulich - Schutzumfang: gesamtes Objekt - Denkmaltyp: Bauliche Anlage, Sachgesamtheit: Wohn- und Geschäftshaus Große Straße 8 | BW                               |
| 26756 Wikidata | Große Straße 8 (54° 47′ 13″ N, 9° 26′ 3″ O)              | Hinterhaus                                                    | Hinterhaus; 1898, Maurermeister H. Höft; viergeschossiger Gelbsteinbau mit Flachdach und Rotsteingliederung, im EG seitliche Durchfahrt, rückwärtig Abortanbau, bis 1910 Zuckertortsche Töchterschule im Erd- und erstem Obergeschoss - Begründung: geschichtlich, städtebaulich - Schutzumfang: gesamtes Objekt - Denkmaltyp: Bauliche Anlage, Sachgesamtheit: Wohn- und Geschäftshaus Große Straße 8 | BW                               |
| 14153 Wikidata | Große Straße 9 - 11 (54° 47′ 12″ N, 9° 26′ 1″ O)         | Wohn- und Geschäftshaus                                       | Wohn- und Geschäftshaus; Anfang 19. Jh., 1898; dreigeschossiger traufständiger Putzbau mit pfannengedecktem Satteldach und klassizistischer, durch Kolossalpilaster in den Obergeschossen gegliederter Fassade, der linke Teil 1898 von Maurermeister Chr. Henningsen opulent neu gestaltet - Begründung: geschichtlich, städtebaulich - Schutzumfang: gesamtes Objekt - Denkmaltyp: Bauliche Anlage, Mehrheit von baulichen Anlagen: Wohn- und Geschäftshäuser Große Straße 9-41                                                                                  | BW                               |
| 151 Wikidata   | Große Straße 10 (54° 47′ 13″ N, 9° 26′ 2″ O)             | Kaufmannshof: erster Seitenflügel                             | erster Seitenflügel; im Kern 16./17. Jh.; dreigeschossiger Flügelbau mit Fachwerkobergeschossen, das zweite OG über Kopfbändern und Knaggen vorkragend, mit pfannengedecktem Satteldach und Windenerker - Begründung: geschichtlich, städtebaulich - Schutzumfang: gesamtes Objekt - Denkmaltyp: Bauliche Anlage, Sachgesamtheit: Kaufmannshof Große Straße 10/Speicherlinie 44 | BW                               |
| 1889 Wikidata  | Große Straße 10 (54° 47′ 13″ N, 9° 26′ 2″ O)             | Kaufmannshof: Vorderhaus                                      | Vorderhaus; 18. Jh., im Kern wohl 16. Jh.; dreigeschossiger giebelständiger Backsteinbau mit schlichter geschlämmter Fassade und pfannengedecktem Satteldach, straßenseitig zweigeschossige Utlucht - Begründung: geschichtlich, künstlerisch, städtebaulich - Schutzumfang: gesamtes Objekt - Denkmaltyp: Bauliche Anlage, Sachgesamtheit: Kaufmannshof Große Straße 10/Speicherlinie 44 | BW                               |
| 14165 Wikidata | Große Straße 12 (54° 47′ 13″ N, 9° 26′ 1″ O)             | ehem. "Colosseum"-Filmtheater                                 | ehem. "Colosseum"-Filmtheater; 1887; viergeschossiger geschlämmter Backsteinbau mit zur Straße abgewalmtem Satteldach und reicher Putzfassade in Neorenaissanceformen, rückwärtiger Gebäudeteil hofbildend schmaler - Begründung: geschichtlich, städtebaulich - Schutzumfang: gesamtes Objekt - Denkmaltyp: Bauliche Anlage, Sachgesamtheit: ehem. "Colosseum"-Filmtheater | BW                               |
| 14069 Wikidata | Große Straße 14 (54° 47′ 13″ N, 9° 26′ 1″ O)             | Wohn- und Geschäftshaus                                       | Wohn- und Geschäftshaus; 1897, Zimmermeister Andreas Fabian; viergeschossiger geschlämmter Putzbau mit zur Straße abgewalmtem Satteldach und reicher Fassade in Neorenaissanceformen, rückwärtiger Gebäudeteil innenhofbildend schmaler - Begründung: geschichtlich, künstlerisch, städtebaulich - Schutzumfang: gesamtes Objekt - Denkmaltyp: Bauliche Anlage | BW                               |
| 14205 Wikidata | Große Straße 15 - 19 (54° 47′ 12″ N, 9° 26′ 0″ O)        | Wohn- und Geschäftshaus                                       | Wohn- und Geschäftshaus; 1906, Maurermeister Gustav Kuhrts; viergeschossiger Putzbau mit schiefergedecktem Berliner Dach und aufwändiger Fassadengestaltung in Neorenaissanceformen, seitlicher Polygonalerker mit abschließender Dachgaube - Begründung: geschichtlich, städtebaulich - Schutzumfang: gesamtes Objekt - Denkmaltyp: Bauliche Anlage, Mehrheit von baulichen Anlagen: Wohn- und Geschäftshäuser Große Straße 9-41 | BW                               |
| 60 Wikidata    | Große Straße 16 (54° 47′ 14″ N, 9° 26′ 1″ O)             | Kaufmannshof: Vorderhaus mit Rückflügel (ehem. Löwenapotheke) | Vorderhaus; 1779, 1866; dreigeschossiges Traufenhaus mit pfannengedecktem Satteldach und historisierender Fassade in Putz und glasierten Ziegeln, Zwerchgiebel mit Firstzinne, im Inneren reiche Rokokostuckierungen, rückseitig zugehöriger Saalanbau - Begründung: geschichtlich, wissenschaftlich, künstlerisch, städtebaulich - Schutzumfang: gesamtes Objekt - Denkmaltyp: Bauliche Anlage, Sachgesamtheit: Kaufmannshof (ehem. Löwenapotheke) Große Straße 16/Speicherlinie 40                                                                               | weitere Fotos \| Fotos hochladen |
| 47385 Wikidata | Große Straße 16 (54° 47′ 14″ N, 9° 26′ 1″ O)             | Kaufmannshof: Seitenflügel                                    | Seitenflügel; 18. Jh.; zweigeschossiger geschlämmter Backsteinbau mit pfannengedecktem Halbwalmdach und Krangiebel in der Mitte der Südseite, darunter barocke Steintafel - Begründung: geschichtlich, wissenschaftlich, künstlerisch, städtebaulich - Schutzumfang: gesamtes Objekt - Denkmaltyp: Bauliche Anlage, Sachgesamtheit: Kaufmannshof (ehem. Löwenapotheke) Große Straße 16/Speicherlinie 40 | BW                               |
| 14207 Wikidata | Große Straße 18 (54° 47′ 14″ N, 9° 26′ 0″ O)             | Wohn- und Geschäftshaus                                       | Wohn- und Geschäftshaus; 1892/93, Zimmermeister Boy Willandsen; schmaler viergeschossiger Putzbau mit Berliner Dach und reicher Fassade in Neorenaissanceformen, seitlich über der Durchfahrt zum Hof viergeschossiger Kastenerker mit Glockendach, langgestreckter bauzeitlicher Rückflügel - Begründung: geschichtlich, städtebaulich - Schutzumfang: gesamtes Objekt - Denkmaltyp: Bauliche Anlage, Mehrheit von baulichen Anlagen: Wohn- und Geschäftshäuser Große Straße 18-34                                                                                | BW                               |
| 10482 Wikidata | Große Straße 20 (54° 47′ 14″ N, 9° 26′ 0″ O)             | Kaufmannshof: Vorderhaus                                      | Kaufmannshof: Vorderhaus; 1886, im Kern möglicherweise älter; dreigeschossiger giebelständiger Bau mit purifizierter historistischer Putzfassade und straßenseitig abgewalmtem Satteldach mit breitem Dacherker - Begründung: geschichtlich, städtebaulich - Schutzumfang: gesamtes Objekt - Denkmaltyp: Bauliche Anlage, Mehrheit von baulichen Anlagen: Wohn- und Geschäftshäuser Große Straße 18-34 | Fotos hochladen                  |
| 47390 Wikidata | Große Straße 20 (54° 47′ 15″ N, 9° 26′ 1″ O)             | Kaufmannshof: erster Seitenflügel                             | Kaufmannshof: erster Seitenflügel; 1880er Jahre; dreigeschossiger geschlämmter Backsteinflügel mit pfannengedecktem Satteldach und Aufzugserker - Begründung: geschichtlich, städtebaulich - Schutzumfang: gesamtes Objekt - Denkmaltyp: Bauliche Anlage, Mehrheit von baulichen Anlagen: Wohn- und Geschäftshäuser Große Straße 18-34 | BW                               |
| 47392 Wikidata | Große Straße 20 (54° 47′ 15″ N, 9° 26′ 1″ O)             | Kaufmannshof: zweiter Seitenflügel                            | Kaufmannshof: zweiter Seitenflügel; 1872; langgestreckter dreigeschossiger Gelbsteinflügel mit pfannengedecktem Satteldach, die Giebelseite mit gerundeten Ecken und hölzernem Windenausleger - Begründung: geschichtlich, städtebaulich - Schutzumfang: gesamtes Objekt - Denkmaltyp: Bauliche Anlage, Mehrheit von baulichen Anlagen: Wohn- und Geschäftshäuser Große Straße 18-34 | BW                               |
| 14127 Wikidata | Große Straße 21 - 23 (54° 47′ 13″ N, 9° 26′ 0″ O)        | Bankhaus                                                      | Bankhaus; 1906, Architekt M. Haller u. H. Geißler; dreigeschossiger traufständiger Backsteinbau mit gotisierender, durch glasierte Ziegel gegliederter Rotsteinfassade, in den Obergeschossen gliedernde Vorlagen aus gebündelten Rundstäben, mittig gestufter Zwerchgiebel mit Giebelaufsätzen, bauzeitlicher Rückflügel mit Pfeilergiebel - Begründung: geschichtlich, künstlerisch, städtebaulich - Schutzumfang: gesamtes Objekt - Denkmaltyp: Bauliche Anlage, Mehrheit von baulichen Anlagen: Wohn- und Geschäftshäuser Große Straße 9-41                    | BW                               |
| 72 Wikidata    | Große Straße 24 (54° 47′ 15″ N, 9° 25′ 59″ O)            | Kaufmannshof: Vorderhaus                                      | Kaufmannshof: Vorderhaus; um 1800, im Kern vermutl. älter; dreigeschossiger giebelständiger Bau mit Walm- und Satteldach, die klassizistische Putzfassade mit vereinzelten Dekorelementen und mächtigem Dreieckgiebel - Begründung: geschichtlich, städtebaulich - Schutzumfang: gesamtes Objekt - Denkmaltyp: Bauliche Anlage, Mehrheit von baulichen Anlagen: Wohn- und Geschäftshäuser Große Straße 18-34 | Fotos hochladen                  |
| 35658 Wikidata | Große Straße 24 (54° 47′ 15″ N, 9° 26′ 0″ O)             | Kaufmannshof: erster Seitenflügel                             | Kaufmannshof: erster Seitenflügel; 18. Jh., 1896; dreigeschossiger geschlämmter Backsteinflügel mit Mauerankern und flachgeneigtem Satteldach - Begründung: geschichtlich, städtebaulich - Schutzumfang: gesamtes Objekt - Denkmaltyp: Bauliche Anlage, Mehrheit von baulichen Anlagen: Wohn- und Geschäftshäuser Große Straße 18-34 | BW                               |
| 35659 Wikidata | Große Straße 24 (54° 47′ 15″ N, 9° 26′ 0″ O)             | Kaufmannshof: zweiter Seitenflügel                            | Kaufmannshof: zweiter Seitenflügel; 18. Jh., 1904; zweigeschossiger geschlämmter Backsteinflügel mit Mauerankern und ausgebautem Mansarddach - Begründung: geschichtlich, städtebaulich - Schutzumfang: gesamtes Objekt - Denkmaltyp: Bauliche Anlage, Mehrheit von baulichen Anlagen: Wohn- und Geschäftshäuser Große Straße 18-34 | BW                               |
| 69 Wikidata    | Große Straße 26 (54° 47′ 15″ N, 9° 25′ 59″ O)            | Kaufmannshof: Vorderhaus                                      | Kaufmannshof: Vorderhaus; im Kern 15./16. Jh.; dreigeschossiger giebelständiger Backsteinbau mit pfannengedecktem Satteldach, die spätklassizistische Putzfassade mit geschultertem Dreieckgiebel und Firstzinne aus dem letzten Viertel des 19. Jhs. - Begründung: geschichtlich, städtebaulich - Schutzumfang: gesamtes Objekt - Denkmaltyp: Bauliche Anlage, Mehrheit von baulichen Anlagen: Wohn- und Geschäftshäuser Große Straße 18-34 | BW                               |
| 358 Wikidata   | Große Straße 26 (54° 47′ 16″ N, 9° 26′ 0″ O)             | Kaufmannshof: erster Seitenflügel                             | Kaufmannshof: erster Seitenflügel; im Kern 16. Jh.; dreigeschossiger Saalflügel mit geschlämmten Außenmauern, pfannengedecktem Satteldach und Giebelluke - Begründung: geschichtlich, städtebaulich - Schutzumfang: gesamtes Objekt - Denkmaltyp: Bauliche Anlage, Mehrheit von baulichen Anlagen: Wohn- und Geschäftshäuser Große Straße 18-34 | BW                               |
| 359 Wikidata   | Große Straße 26 (54° 47′ 16″ N, 9° 26′ 0″ O)             | Kaufmannshof: zweiter Seitenflügel                            | Kaufmannshof: zweiter Seitenflügel; im Kern wohl 16. Jh.; zweigeschossiger Flügelbau mit geschlämmten Außenmauern und pfannengedecktem Satteldach, Treppenturm mit hölzerner Wendeltreppe, im Dach daneben Giebelerker - Begründung: geschichtlich, städtebaulich - Schutzumfang: gesamtes Objekt - Denkmaltyp: Bauliche Anlage, Mehrheit von baulichen Anlagen: Wohn- und Geschäftshäuser Große Straße 18-34 | BW                               |
| 14109          | Große Straße 27 (54° 47′ 13″ N, 9° 25′ 59″ O)            | Wohn- und Geschäftshaus                                       | Wohn- und Geschäftshaus; 1851; ehem. Doppelwohnhaus mit Nr. 29, dreigeschossiger traufständiger Putzbau mit pfannengedecktem Satteldach und spätklassizistischer Fassade, mittig jüngerer übergiebelter Dacherker in historisierender Formgebung - Begründung: geschichtlich, städtebaulich - Schutzumfang: gesamtes Objekt - Denkmaltyp: Bauliche Anlage, Mehrheit von baulichen Anlagen: Wohn- und Geschäftshäuser Große Straße 9-41 | BW                               |
| 74             | Große Straße 28 (54° 47′ 16″ N, 9° 25′ 59″ O)            | Kaufmannshof: Vorderhaus                                      | Kaufmannshof: Vorderhaus; im Kern 17. Jh.; breites dreigeschossiges Traufenhaus mit pfannengedecktem Satteldach und jüngerer spätklassizistischer Putzfassade, Südwand wohl noch vom Vorgängerbau des 15. Jhs. - Begründung: geschichtlich, künstlerisch, städtebaulich - Schutzumfang: gesamtes Objekt - Denkmaltyp: Bauliche Anlage, Mehrheit von baulichen Anlagen: Wohn- und Geschäftshäuser Große Straße 18-34 | BW                               |
| 360            | Große Straße 28 (54° 47′ 16″ N, 9° 26′ 0″ O)             | Kaufmannshof: Rückflügel                                      | Kaufmannshof: Rückflügel; im Kern 16./17. Jh.; viergeschossiger Saalflügel mit geschlämmten Außenmauern und pfannengedecktem Satteldach - Begründung: geschichtlich, städtebaulich - Schutzumfang: gesamtes Objekt - Denkmaltyp: Bauliche Anlage, Mehrheit von baulichen Anlagen: Wohn- und Geschäftshäuser Große Straße 18-34 | BW                               |
| 35739          | Große Straße 28 (54° 47′ 16″ N, 9° 25′ 59″ O)            | Kaufmannshof: Seitenflügel                                    | Kaufmannshof: Seitenflügel; im Kern 16./17. Jh.; zweigeschossiger Backsteinflügel mit geschlämmten Außenmauern und Pultdach - Begründung: geschichtlich, städtebaulich - Schutzumfang: gesamtes Objekt - Denkmaltyp: Bauliche Anlage, Mehrheit von baulichen Anlagen: Wohn- und Geschäftshäuser Große Straße 18-34 | BW                               |
| 47468          | Große Straße 29 (54° 47′ 13″ N, 9° 25′ 59″ O)            | Wohn- und Geschäftshaus                                       | Wohn- und Geschäftshaus; 1851; ehem. Doppelwohnhaus mit Nr. 27, schmales dreigeschossiges Traufenhaus mit pfannengedecktem Satteldach und spätklassizistischer Putzfassade - Begründung: geschichtlich, städtebaulich - Schutzumfang: gesamtes Objekt - Denkmaltyp: Bauliche Anlage, Mehrheit von baulichen Anlagen: Wohn- und Geschäftshäuser Große Straße 9-41 | BW                               |
| 10481          | Große Straße 30 (54° 47′ 16″ N, 9° 25′ 58″ O)            | Kaufmannshof: Vorderhaus                                      | Kaufmannshof: Vorderhaus; 1914, Erhardt u. Carstens; viergeschossiger Putzbau mit pfannengedecktem Mansarddach, Fassade in Formen der Reformarchitektur mit von Zwerchgiebel abgeschlossenem Breiterker in den oberen beiden Geschossen, zugehöriger Rückflügel mit Resten des Vorgängerbaus - Begründung: geschichtlich, städtebaulich - Schutzumfang: gesamtes Objekt - Denkmaltyp: Bauliche Anlage, Mehrheit von baulichen Anlagen: Wohn- und Geschäftshäuser Große Straße 18-34                                                                                | Fotos hochladen                  |
| 35651          | Große Straße 30 (54° 47′ 16″ N, 9° 25′ 59″ O)            | Kaufmannshof: erster Seitenflügel                             | Kaufmannshof: erster Seitenflügel; E 16. Jh.; zweigeschossiger Backsteinflügel mit Rotsteingliederung und vorkragendem Satteldach, Ostgiebel mit korbbogigen Luken - Begründung: geschichtlich, städtebaulich - Schutzumfang: gesamtes Objekt - Denkmaltyp: Bauliche Anlage, Mehrheit von baulichen Anlagen: Wohn- und Geschäftshäuser Große Straße 18-34 | BW                               |
| 35652          | Große Straße 30 (54° 47′ 17″ N, 9° 25′ 59″ O)            | Kaufmannshof: zweiter Seitenflügel                            | Kaufmannshof: zweiter Seitenflügel; um 1600; niedriger zweigeschossiger Backsteinflügel mit Satteldach, Ostgiebel mit korbbogiger Luke - Begründung: geschichtlich, städtebaulich - Schutzumfang: gesamtes Objekt - Denkmaltyp: Bauliche Anlage, Mehrheit von baulichen Anlagen: Wohn- und Geschäftshäuser Große Straße 18-34 | BW                               |
| 35653          | Große Straße 30 (54° 47′ 17″ N, 9° 26′ 0″ O)             | Kaufmannshof: dritter Seitenflügel                            | Kaufmannshof: dritter Seitenflügel; 1880; ehem. Werkstattbau, langgestreckter zweigeschossiger Backsteinbau mit geschlämmten Außenmauern und Pultdach - Begründung: geschichtlich, städtebaulich - Schutzumfang: gesamtes Objekt - Denkmaltyp: Bauliche Anlage, Mehrheit von baulichen Anlagen: Wohn- und Geschäftshäuser Große Straße 18-34 | BW                               |
| 76             | Große Straße 31 (54° 47′ 14″ N, 9° 25′ 59″ O)            | Wohn- und Geschäftshaus                                       | Wohn- und Geschäftshaus; 1878; viergeschossiger Putzbau mit pfannengedecktem Satteldach und reich gestalteter spätklassizistischer Fassade, bauzeitlicher Rückflügel in Fassadenbreite - Begründung: geschichtlich, künstlerisch, städtebaulich - Schutzumfang: gesamtes Objekt - Denkmaltyp: Bauliche Anlage, Mehrheit von baulichen Anlagen: Wohn- und Geschäftshäuser Große Straße 9-41 | BW                               |
| 73             | Große Straße 32 (54° 47′ 17″ N, 9° 25′ 58″ O)            | Kaufmannshof: Vorderhaus                                      | Kaufmannshof: Vorderhaus; um 1800, 1882/83; breiter viergeschossiger Putzbau mit pfannengedecktem Kurzwalmdach und spätklassizistischer Fassade mit risalitartig wirkenden zweigeschossigen Kastenerkern - Begründung: geschichtlich, künstlerisch, städtebaulich - Schutzumfang: gesamtes Objekt - Denkmaltyp: Bauliche Anlage, Mehrheit von baulichen Anlagen: Wohn- und Geschäftshäuser Große Straße 18-34 | BW                               |
| 126            | Große Straße 32 (54° 47′ 17″ N, 9° 25′ 59″ O)            | Kaufmannshof: erster Seitenflügel                             | Kaufmannshof: erster Seitenflügel; 2. H. 19. Jh.; zweigeschossiger geschlämmter Backsteinflügel über hohem Sockelgeschoss mit pfannengedecktem Satteldach, breites geschosstrennendes Gesims - Begründung: geschichtlich, städtebaulich - Schutzumfang: gesamtes Objekt - Denkmaltyp: Bauliche Anlage, Mehrheit von baulichen Anlagen: Wohn- und Geschäftshäuser Große Straße 18-34 | BW                               |
| 365            | Große Straße 32 (54° 47′ 17″ N, 9° 26′ 1″ O)             | Kaufmannshof: nördlicher Rückflügel                           | Kaufmannshof: nördlicher Rückflügel; vermutl. 17. Jh.; zweigeschossiger Flügelbau mit Satteldach, leicht vorgekragtem Fachwerkobergeschoss und dreieckigem Fachwerkgiebel - Begründung: geschichtlich, städtebaulich - Schutzumfang: gesamtes Objekt - Denkmaltyp: Bauliche Anlage, Mehrheit von baulichen Anlagen: Wohn- und Geschäftshäuser Große Straße 18-34 | BW                               |
| 367            | Große Straße 32 (54° 47′ 17″ N, 9° 26′ 1″ O)             | Kaufmannshof: südlicher Rückflügel                            | Kaufmannshof: südlicher Rückflügel; 2. H. 19. Jh.; zweigeschossiger geschlämmter Backsteinflügel mit pfannengedecktem Satteldach und stichbogigen Fenstern, breites geschosstrennendes Gesims - Begründung: geschichtlich, städtebaulich - Schutzumfang: gesamtes Objekt - Denkmaltyp: Bauliche Anlage, Mehrheit von baulichen Anlagen: Wohn- und Geschäftshäuser Große Straße 18-34 | BW                               |
| 436            | Große Straße 33 (54° 47′ 14″ N, 9° 25′ 59″ O)            | Kaufmannshof: Vorderhaus                                      | Kaufmannshof: Vorderhaus; 1878; dreigeschossiger Putzbau mit Satteldach und reich gestalteter spätklassizistischer Fassade, außermittige Durchfahrt zum Hof, breite Dachgauben von 1933, rückwärtig anschließend zwei zugehörige gleich hohe Flügel mit Pultdächern - Begründung: geschichtlich, städtebaulich - Schutzumfang: gesamtes Objekt - Denkmaltyp: Bauliche Anlage, Mehrheit von baulichen Anlagen: Wohn- und Geschäftshäuser Große Straße 9-41 | Fotos hochladen                  |
| 35655          | Große Straße 33 (54° 47′ 14″ N, 9° 25′ 58″ O)            | Kaufmannshof: nördlicher Seitenflügel                         | Kaufmannshof: nördlicher Seitenflügel; Ende 19. Jh.; zweigeschossiger geschlämmter Backsteinbau mit Satteldach und durch Zwerchgiebel betonter, leicht vorgezogener Mittelachse mit Eingang - Begründung: geschichtlich, städtebaulich - Schutzumfang: gesamtes Objekt - Denkmaltyp: Bauliche Anlage, Mehrheit von baulichen Anlagen: Wohn- und Geschäftshäuser Große Straße 9-41 | BW                               |
| 35656          | Große Straße 33 (54° 47′ 14″ N, 9° 25′ 58″ O)            | Kaufmannshof: südlicher Seitenflügel                          | Kaufmannshof: südlicher Seitenflügel; im Kern 18. Jh., erhöht 1919; zweigeschossiger geschlämmter Gelbsteinbau mit Satteldach, 1919 durch Andreas Dall leicht erhöht - Begründung: geschichtlich, städtebaulich - Schutzumfang: gesamtes Objekt - Denkmaltyp: Bauliche Anlage, Mehrheit von baulichen Anlagen: Wohn- und Geschäftshäuser Große Straße 9-41 | BW                               |
| 4 Wikidata     | Große Straße 34 (54° 47′ 17″ N, 9° 25′ 58″ O)            | Kaufmannshof: erster Seitenflügel                             | Kaufmannshof: erster Seitenflügel; 17./18. Jh.; zweigeschossiger Fachwerkflügel über hohem massivem Kellergeschoss mit Satteldach, in der Mitte Kranerker - Begründung: geschichtlich, städtebaulich - Schutzumfang: gesamtes Objekt - Denkmaltyp: Bauliche Anlage, Mehrheit von baulichen Anlagen: Wohn- und Geschäftshäuser Große Straße 18-34 | BW                               |
| 1829           | Große Straße 34 (54° 47′ 17″ N, 9° 25′ 58″ O)            | Kaufmannshof: Vorderhaus                                      | Kaufmannshof: Vorderhaus; um 1830, im Kern vermutl. älter; dreigeschossiger Bau mit pfannengedecktem Zeltdach und klassizistischer Putzfassade mit leicht vorspringendem Mittelteil in den oberen Geschossen - Begründung: geschichtlich, städtebaulich - Schutzumfang: gesamtes Objekt - Denkmaltyp: Bauliche Anlage, Mehrheit von baulichen Anlagen: Wohn- und Geschäftshäuser Große Straße 18-34 | BW                               |
| 2653           | Große Straße 34 (54° 47′ 17″ N, 9° 25′ 59″ O)            | Kaufmannshof: zweiter Seitenflügel                            | Kaufmannshof: zweiter Seitenflügel; 17./18. Jh.; zweigeschossiger Backsteinflügel mit geschlämmten Außenmauern und pfannengedecktem Satteldach - Begründung: geschichtlich, städtebaulich - Schutzumfang: gesamtes Objekt - Denkmaltyp: Bauliche Anlage, Mehrheit von baulichen Anlagen: Wohn- und Geschäftshäuser Große Straße 18-34 | BW                               |
| 35741          | Große Straße 34 (54° 47′ 18″ N, 9° 26′ 0″ O)             | Kaufmannshof: Rückflügel                                      | Kaufmannshof: Rückflügel; 15./16. Jh.; zweigeschossiger Saalflügel mit geschlämmten Außenmauern und Satteldach, der Giebel in Klosterziegeln - Begründung: geschichtlich, städtebaulich - Schutzumfang: gesamtes Objekt - Denkmaltyp: Bauliche Anlage, Mehrheit von baulichen Anlagen: Wohn- und Geschäftshäuser Große Straße 18-34 | BW                               |
| 14133          | Große Straße 36 (54° 47′ 17″ N, 9° 25′ 57″ O)            | Wohn- und Geschäftshaus                                       | Wohn- und Geschäftshaus; 1890/91, Arch. Alexander Wilhelm Prale; schmaler viergeschossiger Backsteinbau mit Flachdach und neogotischer Fassade mit Sgraffitomalerei und seitl. dreieckigem Erker, langgestreckter bauzeitlicher Rückflügel - Begründung: geschichtlich, künstlerisch, städtebaulich - Schutzumfang: gesamtes Objekt - Denkmaltyp: Bauliche Anlage, Sachgesamtheit: Wohn- und Geschäftshaus mit Quergebäude Große Straße 36 | BW                               |
| 14209          | Große Straße 36 (54° 47′ 18″ N, 9° 25′ 58″ O)            | Querbau                                                       | Querbau; 1846; kleiner zweigeschossiger geschlämmter Backsteinquerbau mit pfannengedecktem Satteldach und datierender Inschrift am Südgiebel - Begründung: geschichtlich, städtebaulich - Schutzumfang: gesamtes Objekt - Denkmaltyp: Bauliche Anlage, Sachgesamtheit: Wohn- und Geschäftshaus mit Quergebäude Große Straße 36 | BW                               |
| 47500          | Große Straße 37 (54° 47′ 14″ N, 9° 25′ 56″ O)            | Kaufmannshof: Rückflügel                                      | Kaufmannshof: Rückflügel; wohl 16. Jh.; dreigeschossiger Flügeltrakt mit Satteldach und geschlämmtem Backsteinmauerwerk im Klosterformat - Begründung: geschichtlich, städtebaulich - Schutzumfang: gesamtes Objekt - Denkmaltyp: Bauliche Anlage, Mehrheit von baulichen Anlagen: Wohn- und Geschäftshäuser Große Straße 9-41 | BW                               |
| 47501          | Große Straße 37 (54° 47′ 15″ N, 9° 25′ 57″ O)            | Kaufmannshof: erster Seitenflügel                             | Kaufmannshof: erster Seitenflügel; 18. Jh.; zweigeschossiger geschlämmter Backsteinbau mit pfannengedecktem Mansarddach, außermittig ehem. Kranluke - Begründung: geschichtlich, städtebaulich - Schutzumfang: gesamtes Objekt - Denkmaltyp: Bauliche Anlage, Mehrheit von baulichen Anlagen: Wohn- und Geschäftshäuser Große Straße 9-41 | BW                               |
| 14211          | Große Straße 38 - 40 (54° 47′ 18″ N, 9° 25′ 57″ O)       | Wohn- und Geschäftshaus                                       | Wohn- und Geschäftshaus; 1919, im Kern älter; aus zwei ehem. Giebelhäusern zusammengefasster dreigeschossiger Putzbau mit Walmdach und schlichter Fassade, die urspr. Hausteile als Rückflügel mit Satteldächern erhalten - Begründung: geschichtlich, städtebaulich - Schutzumfang: gesamtes Objekt - Denkmaltyp: Bauliche Anlage, Sachgesamtheit: Wohn- und Geschäftshaus Große Straße 38-40 | BW                               |
| 47414          | Große Straße 38 - 40 (54° 47′ 18″ N, 9° 25′ 58″ O)       | südlicher Seitenflügel                                        | Kaufmannshof: südlicher Seitenflügel; 18. Jh.; zweigeschossiger Backsteinbau mit pfannengedecktem Satteldach und Zierankern an der östlichen Giebelfront - Begründung: geschichtlich, städtebaulich - Schutzumfang: gesamtes Objekt - Denkmaltyp: Bauliche Anlage, Sachgesamtheit: Wohn- und Geschäftshaus Große Straße 38-40 | BW                               |
| 26759 Wikidata | Große Straße 42 - 44 (54° 47′ 18″ N, 9° 25′ 57″ O)       | Kaufmannshof: Vorderhaus                                      | Wohn- und Geschäftshaus; 18. Jh.; zweigeschossiger, aus zwei Traufenhäusern unter gemeinsamem Satteldach zusammengefasster Bau mit schlichter Putzfassade, Rückfront mit Fachwerkausführung im Obergeschoss, Nr. 42 mit zugehörigem Fachwerkrückflügel - Begründung: geschichtlich, künstlerisch, städtebaulich - Schutzumfang: gesamtes Objekt - Denkmaltyp: Bauliche Anlage, Sachgesamtheit: Kaufmannshof Große Straße 42-44 | weitere Fotos \| Fotos hochladen |
| 26760          | Große Straße 42 - 44 (54° 47′ 18″ N, 9° 25′ 57″ O)       | Kaufmannshof: Zwischenbau                                     | Zwischenbau; A. 19. Jh.; rückseitig an das Vorderhaus anschließender eingeschossiger Backsteinbau mit geschlämmten Außenmauern und Pultdach - Begründung: geschichtlich, städtebaulich - Schutzumfang: gesamtes Objekt - Denkmaltyp: Bauliche Anlage, Sachgesamtheit: Kaufmannshof Große Straße 42-44 | BW                               |
| 26761          | Große Straße 42 - 44 (54° 47′ 18″ N, 9° 25′ 57″ O)       | Kaufmannshof: erster nördlicher Seitenflügel                  | erster nördlicher Seitenflügel; A. 19. Jh.; eingeschossiger verputzter Backsteinflügel mit pfannengedecktem Halbdach und breitem übergiebeltem Zwerchhaus - Begründung: geschichtlich, städtebaulich - Schutzumfang: gesamtes Objekt - Denkmaltyp: Bauliche Anlage, Sachgesamtheit: Kaufmannshof Große Straße 42-44 | BW                               |
| 26762          | Große Straße 42 - 44 (54° 47′ 18″ N, 9° 25′ 58″ O)       | Kaufmannshof: zweiter nördlicher Seitenflügel                 | zweiter nördlicher Seitenflügel; Mi. 19. Jh.; zweigeschossiger Backsteinflügel mit geschlämmten Außenmauern und pfannengedecktem Halbdach - Begründung: geschichtlich, städtebaulich - Schutzumfang: gesamtes Objekt - Denkmaltyp: Bauliche Anlage, Sachgesamtheit: Kaufmannshof Große Straße 42-44 | BW                               |
| 26763 Wikidata | Große Straße 42 - 44 (54° 47′ 18″ N, 9° 25′ 58″ O)       | Kaufmannshof: erster südlicher Seitenflügel                   | erster südlicher Seitenflügel; 17./18. Jh.; eingeschossiger Fachwerkflügel auf hohem Mauersockel mit geschlämmten Ausfachungen und pfannengedecktem Satteldach - Begründung: geschichtlich, städtebaulich - Schutzumfang: gesamtes Objekt - Denkmaltyp: Bauliche Anlage, Sachgesamtheit: Kaufmannshof Große Straße 42-44 | BW                               |
| 26764          | Große Straße 42 - 44 (54° 47′ 18″ N, 9° 25′ 59″ O)       | Kaufmannshof: zweiter südlicher Seitenflügel                  | zweiter südlicher Seitenflügel; 17./18. Jh.; zweigeschossiger Fachwerkflügel auf gemauertem Erdgeschoss mit geschlämmten Ausfachungen und pfannengedecktem Satteldach - Begründung: geschichtlich, städtebaulich - Schutzumfang: gesamtes Objekt - Denkmaltyp: Bauliche Anlage, Sachgesamtheit: Kaufmannshof Große Straße 42-44 | BW                               |
| 26765          | Große Straße 42 - 44 (54° 47′ 18″ N, 9° 25′ 59″ O)       | Kaufmannshof: Querspeicher                                    | Querspeicher; um 1840; dreigeschossiger, nach Osten zweigeschossiger Backsteinquerbau mit geschlämmten Außenmauern und pfannengedecktem Satteldach, über der korbbogigen Durchfahrt hofseitig Ladeluken und Windenerker - Begründung: geschichtlich, städtebaulich - Schutzumfang: gesamtes Objekt - Denkmaltyp: Bauliche Anlage, Sachgesamtheit: Kaufmannshof Große Straße 42-44 | BW                               |
| 35740          | Große Straße 42 - 44 (54° 47′ 19″ N, 9° 26′ 0″ O)        | Kaufmannshof: dritter nördlicher Seitenflügel                 | dritter nördlicher Seitenflügel; 1851; eingeschossiger Backsteinflügel mit verputzten Außenmauern und pfannengedecktem halbem Bohlendach - Begründung: geschichtlich, städtebaulich - Schutzumfang: gesamtes Objekt - Denkmaltyp: Bauliche Anlage, Sachgesamtheit: Kaufmannshof Große Straße 42-44 | BW                               |
| 161 Wikidata   | Große Straße 43 (54° 47′ 16″ N, 9° 25′ 57″ O)            | Heilig-Geist-Kirche mit Ausstattung                           | Alteintragung (Aktualisierung vorgesehen) - Begründung: geschichtlich, künstlerisch, städtebaulich - Schutzumfang: gesamtes Objekt - Denkmaltyp: Bauliche Anlage | weitere Fotos \| Fotos hochladen |
| 45440          | Große Straße 46 (54° 47′ 19″ N, 9° 25′ 56″ O)            | Wohn- und Geschäftshaus                                       | Wohn- und Geschäftshaus; 18./19. Jh.; dreigeschossiger Backsteinbau mit schlichter Putzfassade und pfannengedecktem Satteldach, seitl. schmale rundbogige Hofdurchfahrt - Begründung: geschichtlich, städtebaulich - Schutzumfang: gesamtes Objekt - Denkmaltyp: Bauliche Anlage, Sachgesamtheit: Wohn- und Geschäftshaus Große Straße 46 | BW                               |
| 47416          | Große Straße 46 (54° 47′ 19″ N, 9° 25′ 58″ O)            | erster Seitenflügel                                           | erster Seitenflügel; wohl 18. Jh.; zweigeschossiger Flügeltrakt mit pfannengedecktem Satteldach und geschlämmtem Backsteinaußenmauern - Begründung: geschichtlich, städtebaulich - Schutzumfang: gesamtes Objekt - Denkmaltyp: Bauliche Anlage, Sachgesamtheit: Wohn- und Geschäftshaus Große Straße 46 | BW                               |
| 47417          | Große Straße 46 (54° 47′ 19″ N, 9° 26′ 0″ O)             | Rückflügel                                                    | Rückflügel; wohl 18. Jh.; zweigeschossiger Flügeltrakt über Kellersockel mit Satteldach und verputzten sowie geschlämmtem Backsteinaußenmauern, das OG im vorderen Bereich vorkragend, vermutl. Fachwerk, hier auch Lukengiebel - Begründung: geschichtlich, städtebaulich - Schutzumfang: gesamtes Objekt - Denkmaltyp: Bauliche Anlage, Sachgesamtheit: Wohn- und Geschäftshaus Große Straße 46 | BW                               |
| 405            | Große Straße 48 (54° 47′ 19″ N, 9° 25′ 58″ O)            | Kaufmannshof: erster nördlicher Seitenflügel                  | erster nördlicher Seitenflügel; 18./19. Jh.; dreigeschossiger geschlämmter Backsteinflügel mit pfannengedecktem Satteldach und Kranerker - Begründung: geschichtlich, städtebaulich - Schutzumfang: gesamtes Objekt - Denkmaltyp: Bauliche Anlage, Sachgesamtheit: Kaufmannshof Große Straße 48/Speicherlinie 12 | Fotos hochladen                  |
| 1843           | Große Straße 48 (54° 47′ 19″ N, 9° 25′ 58″ O)            | Kaufmannshof: erster südlicher Seitenflügel                   | erster südlicher Seitenflügel; 18./19. Jh.; dreigeschossiger geschlämmter Backsteinflügel mit schlichter Front und Satteldach - Begründung: geschichtlich, städtebaulich - Schutzumfang: gesamtes Objekt - Denkmaltyp: Bauliche Anlage, Sachgesamtheit: Kaufmannshof Große Straße 48/Speicherlinie 12 | Fotos hochladen                  |
| 2101           | Große Straße 48 (54° 47′ 19″ N, 9° 25′ 56″ O)            | Kaufmannshof: Vorderhaus                                      | Wohn- und Geschäftshaus; 1852, im Kern 16. Jh.; aus zwei ehem. Giebelhäusern zusammengefasster dreigeschossiger Bau mit geschlämmter, neogotischer Fassade und pfannengedecktem Walmdach, die urspr. Hausteile als Rückflügel mit Satteldächern erhalten - Begründung: geschichtlich, künstlerisch, städtebaulich - Schutzumfang: gesamtes Objekt - Denkmaltyp: Bauliche Anlage, Sachgesamtheit: Kaufmannshof Große Straße 48/Speicherlinie 12 | Fotos hochladen                  |
| 47424          | Große Straße 48 (54° 47′ 19″ N, 9° 25′ 58″ O)            | Kaufmannshof: zweiter nördlicher Seitenflügel                 | zweiter nördlicher Seitenflügel; 18./19. Jh.; zweigeschossiger geschlämmter Backsteinflügel mit Sattelbdach, rückseitig ehem. Lukengiebel - Begründung: geschichtlich, städtebaulich - Schutzumfang: gesamtes Objekt - Denkmaltyp: Bauliche Anlage, Sachgesamtheit: Kaufmannshof Große Straße 48/Speicherlinie 12 | BW                               |
| 47425          | Große Straße 48 (54° 47′ 19″ N, 9° 25′ 59″ O)            | Kaufmannshof: dritter nördlicher Seitenflügel                 | dritter nördlicher Seitenflügel; 18./19. Jh.; zweigeschossiger geschlämmter Backsteinflügel mit Satteldach, die Rückfront nach Norden in Fachwerk - Begründung: geschichtlich, städtebaulich - Schutzumfang: gesamtes Objekt - Denkmaltyp: Bauliche Anlage, Sachgesamtheit: Kaufmannshof Große Straße 48/Speicherlinie 12 | BW                               |
| 47426          | Große Straße 48 (54° 47′ 19″ N, 9° 25′ 59″ O)            | Kaufmannshof: zweiter südlicher Seitenflügel                  | zweiter südlicher Seitenflügel; 18./19. Jh.; zweigeschossiger geschlämmter Backsteinflügel mit steilem Satteldach und rundbogiger Luke am Ostgiebel - Begründung: geschichtlich, städtebaulich - Schutzumfang: gesamtes Objekt - Denkmaltyp: Bauliche Anlage, Sachgesamtheit: Kaufmannshof Große Straße 48/Speicherlinie 12 | BW                               |
| 47430          | Große Straße 48 (54° 47′ 19″ N, 9° 26′ 0″ O)             | Kaufmannshof: dritter südlicher Seitenflügel                  | dritter südlicher Seitenflügel. Zweigeschossiger geschlämmter Backsteinflügel mit Satteldach und Kranerker auf beschnitzten Kopfbändern, im 18./19. Jh. errichtet - Begründung: geschichtlich, städtebaulich - Schutzumfang: gesamtes Objekt - Denkmaltyp: Bauliche Anlage, Sachgesamtheit: Kaufmannshof Große Straße 48/Speicherlinie 12 | BW                               |
| 83             | Große Straße 50 (54° 47′ 20″ N, 9° 25′ 59″ O)            | Rückflügel                                                    | Rückflügel; um 1590; zweigeschossiger Flügeltrakt über Kellersockel mit pfannengedecktem Satteldach und größtenteils geschlämmtem Backsteinaußenmauern - Begründung: geschichtlich, städtebaulich - Schutzumfang: gesamtes Objekt - Denkmaltyp: Bauliche Anlage, Sachgesamtheit: Kaufmannshof Große Straße 50 | BW                               |
| 1847           | Große Straße 50 (54° 47′ 20″ N, 9° 25′ 56″ O)            | Vorderhaus                                                    | Vorderhaus; 1854, 1899, im Kern 15. Jh.; dreigeschossiger Bau mit pfannengedecktem Satteldach und Putzfassade in Neorenaissanceformen, die geschlämmten Seitenmauern im gotischen Verband - Begründung: geschichtlich, künstlerisch, städtebaulich - Schutzumfang: gesamtes Objekt - Denkmaltyp: Bauliche Anlage, Sachgesamtheit: Kaufmannshof Große Straße 50 | BW                               |
| 47431          | Große Straße 50 (54° 47′ 20″ N, 9° 25′ 58″ O)            | Seitenflügel                                                  | Seitenflügel; 1904, im Kern um 1600; dreigeschossiger geschlämmter Backsteinflügel mit Pultdach und dreiviertelrundem Eckturm mit Wendeltreppe - Begründung: geschichtlich, städtebaulich - Schutzumfang: gesamtes Objekt - Denkmaltyp: Bauliche Anlage, Sachgesamtheit: Kaufmannshof Große Straße 50 | BW                               |
| 13907          | Große Straße 51 (54° 47′ 17″ N, 9° 25′ 56″ O)            | Wohn- und Geschäftshaus                                       | Wohn- und Geschäftshaus; um 1880; zweigeschossiger traufständiger Bau mit steilem Satteldach und spätklassizistischer Fassade - Begründung: geschichtlich, städtebaulich - Schutzumfang: gesamtes Objekt - Denkmaltyp: Bauliche Anlage, Mehrheit von baulichen Anlagen: Wohn- und Straße 49-57 | BW                               |
| 84             | Große Straße 52 (54° 47′ 20″ N, 9° 25′ 56″ O)            | Kaufmannshof: Vorderhaus                                      | Vorderhaus; 1766; dreigeschossiger Bau mit pfannengedecktem Halbwalmdach und Putzfassade in repräsentativen barocken Formen, seitl. rundbogige Durchfahrt zum Hof mit aufwändig gestaltetem Oberlicht - Begründung: geschichtlich, künstlerisch, städtebaulich - Schutzumfang: gesamtes Objekt - Denkmaltyp: Bauliche Anlage, Sachgesamtheit: Kaufmannshof Große Straße 52 | Fotos hochladen                  |
| 35663          | Große Straße 52 (54° 47′ 20″ N, 9° 25′ 57″ O)            | Kaufmannshof: nördlicher Seitenflügel                         | nördlicher Seitenflügel; 18. Jh.; dreigeschossiger geschlämmter Backsteinflügel mit pfannengedecktem Satteldach und Kranerker - Begründung: geschichtlich, künstlerisch, städtebaulich - Schutzumfang: gesamtes Objekt - Denkmaltyp: Bauliche Anlage, Sachgesamtheit: Kaufmannshof Große Straße 52 | BW                               |
| 35664          | Große Straße 52 (54° 47′ 20″ N, 9° 25′ 58″ O)            | Kaufmannshof: Querspeicher                                    | Querspeicher; E. 16. Jh.; dreigeschossiger Backsteinquerbau mit etanitverkleideten Außenmauern und pfannengedecktem Halbwalmdach, rundbogige seitl. Durchfahrt, nach Osten hohes übergiebeltes Zwerchhaus - Begründung: geschichtlich, künstlerisch, städtebaulich - Schutzumfang: gesamtes Objekt - Denkmaltyp: Bauliche Anlage, Sachgesamtheit: Kaufmannshof Große Straße 52 | BW                               |
| 13938          | Große Straße 53 - 55 (54° 47′ 17″ N, 9° 25′ 56″ O)       | Wohn- und Geschäftshaus                                       | Wohn- und Geschäftshaus; 1894, Maurermeister Chr. Henningsen; viergeschossiger Bau mit Satteldach und aufwändig gestalteter Fassade in Neorenaissanceformen, mittig Dacherker mit Giebelaufsatz, zugehörig zwei hofumfassende Rückflügel - Begründung: geschichtlich, künstlerisch, städtebaulich - Schutzumfang: gesamtes Objekt - Denkmaltyp: Bauliche Anlage, Mehrheit von baulichen Anlagen: Wohn- und Straße 49-57 | BW                               |
| 127            | Große Straße 54 (54° 47′ 20″ N, 9° 25′ 56″ O)            | Kaufmannshof: Vorderhaus                                      | Vorderhaus; Mi. 19. Jh., im Kern wohl 16. Jh.; dreigeschossiger Backsteinbau mit klassizistischer Putzfassade und zur Straße abgewalmtem Satteldach, an der südlichen Traufseite rundbogiges Portal und Kranausleger - Begründung: geschichtlich, städtebaulich - Schutzumfang: gesamtes Objekt - Denkmaltyp: Bauliche Anlage, Sachgesamtheit: Kaufmannshof Große Straße 54 | BW                               |
| 375            | Große Straße 54 (54° 47′ 20″ N, 9° 25′ 57″ O)            | Kaufmannshof: Seitenflügel                                    | Seitenflügel; 19. Jh., im Kern älter; zweigeschossiger teilw. geschlämmter Gelbsteinflügel mit Mauerankern und pfannengedecktem Satteldach - Begründung: geschichtlich, städtebaulich - Schutzumfang: gesamtes Objekt - Denkmaltyp: Bauliche Anlage, Sachgesamtheit: Kaufmannshof Große Straße 54 | BW                               |
| 14082          | Große Straße 56 (54° 47′ 21″ N, 9° 25′ 56″ O)            | Geschäftshaus                                                 | Geschäftshaus; 1897, im Kern älter; um 1810 aus zwei ehem. Giebelhäusern zusammengefasster, 1897 umgebauter dreigeschossiger Putzbau in Ecklage zum Nordermarkt mit pfannengedecktem Walmdach, die urspr. Hausteile als Rückflügel mit Satteldächern erhalten - Begründung: geschichtlich, städtebaulich - Schutzumfang: gesamtes Objekt - Denkmaltyp: Bauliche Anlage | BW                               |
| 14181          | Große Straße 57 (54° 47′ 17″ N, 9° 25′ 56″ O)            | Wohn- und Geschäftshaus                                       | Wohn- und Geschäftshaus; 1912, Baugeschäft Bandholz u. Reeps; fünfgeschossiger Bau mit Satteldach und Putzfassade in Formen der Reformarchitektur, kleiner Dacherker mit Glockendach, zugehöriger Rückflügel mit Lichthof - Begründung: geschichtlich, künstlerisch, städtebaulich - Schutzumfang: gesamtes Objekt - Denkmaltyp: Bauliche Anlage, Mehrheit von baulichen Anlagen: Wohn- und Große Straße 49-57 | BW                               |
| 128 Wikidata   | Große Straße 58 (54° 47′ 22″ N, 9° 25′ 55″ O)            | Schrangen                                                     | Alteintragung (Aktualisierung vorgesehen); Ein historischer Verbindungsbau zwischen Marienkirche und dem Nordermarkt - Begründung: geschichtlich, künstlerisch, städtebaulich - Schutzumfang: gesamtes Objekt - Denkmaltyp: Bauliche Anlage | weitere Fotos \| Fotos hochladen |
| 14214          | Große Straße 65 (54° 47′ 19″ N, 9° 25′ 55″ O)            | Fassade des Gasthauses "Zur Börse"                            | Gasthaus Zur Börse; historische Fassade eines zweigeschossigen Giebelhauses mit reich gestalteter Giebelzier und einachsiger seitliche Erweiterung mit Balustrade, straßenseitig Utlucht - Begründung: geschichtlich, künstlerisch, städtebaulich - Schutzumfang: gesamtes Objekt - Denkmaltyp: Teil einer baulichen Anlage | BW                               |
| 1367           | Große Straße 67 (54° 47′ 19″ N, 9° 25′ 55″ O)            | Wohn- und Geschäftshaus                                       | Wohn- und Geschäftshaus; 1899, Maurermeister R. West; viergeschossiger Bau mit Berliner Dach und reicher Putzfassade in Neorenaissanceformen, rückwärtiger Gebäudeteil niedriger und schmaler - Begründung: geschichtlich, künstlerisch, städtebaulich - Schutzumfang: gesamtes Objekt - Denkmaltyp: Bauliche Anlage | BW                               |
| 1848           | Große Straße 69 (54° 47′ 19″ N, 9° 25′ 55″ O)            | Kaufmannshof: Vorderhaus                                      | Vorderhaus; 1852, im Kern 16. Jh.; aus zwei Haustrakten zusammengefasster dreigeschossiger Bau mit 1929 modernisierter verputzter Doppelgiebelfassade und pfannengedeckten Satteldächern, südseitig zum Hof abgewalmt, seitl. Durchfahrt zum Hof - Begründung: geschichtlich, künstlerisch, städtebaulich - Schutzumfang: gesamtes Objekt - Denkmaltyp: Bauliche Anlage, Sachgesamtheit: Kaufmannshof Große Straße 69 | Fotos hochladen                  |
| 47538          | Große Straße 69 (54° 47′ 19″ N, 9° 25′ 53″ O)            | Kaufmannshof: erster nördlicher Seitenflügel                  | erster nördlicher Seitenflügel; E. 18. Jh., im Kern wohl 16. Jh.; zweigeschossiger verputzter Backsteinflügel mit Mansarddach, die westl. Achse mit Ladeluken sowie Windenerker - Begründung: geschichtlich, städtebaulich - Schutzumfang: gesamtes Objekt - Denkmaltyp: Bauliche Anlage, Sachgesamtheit: Kaufmannshof Große Straße 69 | BW                               |
| 47539          | Große Straße 69 (54° 47′ 19″ N, 9° 25′ 52″ O)            | Kaufmannshof: zweiter nördlicher Seitenflügel                 | zweiter nördlicher Seitenflügel; A. 18. Jh.; zweigeschossiger Backsteinflügel mit geschlämmten Außenmauern und Satteldach, um 1800 nach Westen erweitert - Begründung: geschichtlich, städtebaulich - Schutzumfang: gesamtes Objekt - Denkmaltyp: Bauliche Anlage, Sachgesamtheit: Kaufmannshof Große Straße 69 | BW                               |
| 47540          | Große Straße 69 (54° 47′ 19″ N, 9° 25′ 54″ O)            | Kaufmannshof: erster südlicher Seitenflügel                   | erster südlicher Seitenflügel; 18. Jh.; zweigeschossiger geschlämmter Backsteinflügel mit Mansarddach und durch profilierte Kopfbänder betontem Windenlukengiebel - Begründung: geschichtlich, städtebaulich - Schutzumfang: gesamtes Objekt - Denkmaltyp: Bauliche Anlage, Sachgesamtheit: Kaufmannshof Große Straße 69 | BW                               |
| 47541          | Große Straße 69 (54° 47′ 19″ N, 9° 25′ 52″ O)            | Kaufmannshof: zweiter südlicher Seitenflügel                  | zweiter südlicher Seitenflügel; 18. Jh.; eingeschossiges Backsteinwohnhaus mit geschlämmten Außenmauern und pfannengedecktem halbem Bohlendach auf Balkenköpfen - Begründung: geschichtlich, städtebaulich - Schutzumfang: gesamtes Objekt - Denkmaltyp: Bauliche Anlage, Sachgesamtheit: Kaufmannshof Große Straße 69 | BW                               |
| 47542          | Große Straße 69 (54° 47′ 19″ N, 9° 25′ 54″ O)            | Kaufmannshof: Quergebäude                                     | Quergebäude; 1899, Zimmermeister Andreas Fabian; ehem. private Töchterschule mit Turnsaal, dreigeschossiger geschlämmter Backsteinbau mit flachem Pultdach - Begründung: geschichtlich, städtebaulich - Schutzumfang: gesamtes Objekt - Denkmaltyp: Bauliche Anlage, Sachgesamtheit: Kaufmannshof Große Straße 69 | BW                               |
| 380            | Große Straße 71 (54° 47′ 19″ N, 9° 25′ 54″ O)            | Handwerkerhof: Seitenflügel                                   | Seitenflügel; 19. Jh.; zweigeschossiger geschlämmter Backsteinflügel mit Pultdach und Gurtgesims in Form eines Deutschen Bandes - Begründung: geschichtlich, städtebaulich - Schutzumfang: gesamtes Objekt - Denkmaltyp: Bauliche Anlage, Sachgesamtheit: Handwerkerhof Große Straße 71 | BW                               |
| 1830           | Große Straße 71 (54° 47′ 20″ N, 9° 25′ 55″ O)            | Handwerkerhof: Vorderhaus                                     | Vorderhaus; 1883, Techniker E. George; dreieinhalbgeschossiger geschlämmter Backsteinbau mit pfannengedecktem Satteldach und spätklassizistischer Putzfassade mit geschultertem Dreieckgiebel und Firstzinne, rückwärtig zugehöriger Wohnflügel - Begründung: geschichtlich, städtebaulich - Schutzumfang: gesamtes Objekt - Denkmaltyp: Bauliche Anlage, Sachgesamtheit: Handwerkerhof Große Straße 71 | BW                               |
| 47543          | Große Straße 71 (54° 47′ 19″ N, 9° 25′ 55″ O)            | Handwerkerhof: Quergebäude                                    | Quergebäude; 1. H. 19. Jh.; ehem. Packhaus, zweigeschossiger geschlämmter Backsteinbau mit Satteldach und Kranerker - Begründung: geschichtlich, städtebaulich - Schutzumfang: gesamtes Objekt - Denkmaltyp: Bauliche Anlage, Sachgesamtheit: Handwerkerhof Große Straße 71 | BW                               |
| 153            | Große Straße 73 (54° 47′ 20″ N, 9° 25′ 52″ O)            | Handwerkerhof: Rückflügel                                     | Rückflügel; 17./18. Jh.; zweigeschossiger geschlämmter Flügelbau mit massivem Erdgeschoss und über abgerundeten Balkenköpfen vorkragendem Fachwerkobergeschoss unter flach geneigtem Satteldach - Begründung: geschichtlich, städtebaulich - Schutzumfang: gesamtes Objekt - Denkmaltyp: Bauliche Anlage, Sachgesamtheit: Handwerkerhof Große Straße 73 | BW                               |
| 381            | Große Straße 73 (54° 47′ 20″ N, 9° 25′ 53″ O)            | Handwerkerhof: Seitenflügel                                   | Seitenflügel; um 1800; zweigeschossiger geschlämmter Backsteinbau pfannengedecktem halbem Bohlendach - Begründung: geschichtlich, städtebaulich - Schutzumfang: gesamtes Objekt - Denkmaltyp: Bauliche Anlage, Sachgesamtheit: Handwerkerhof Große Straße 73 | BW                               |
| 1849           | Große Straße 73 (54° 47′ 20″ N, 9° 25′ 55″ O)            | Handwerkerhof: Vorderhaus                                     | Vorderhaus; dat. 1724, im Kern älter; zweigeschossiges Giebelhaus mit pfannengedecktem Satteldach und barocker Putzfassade mit Schweifgiebel, die Traufseite in Fachwerk mit auf profilierten Balkenköpfen vorgekragtem Obergeschoss - Begründung: geschichtlich, künstlerisch, städtebaulich - Schutzumfang: gesamtes Objekt - Denkmaltyp: Bauliche Anlage, Sachgesamtheit: Handwerkerhof Große Straße 73 | BW                               |
| 32231          | Große Straße 73 (54° 47′ 20″ N, 9° 25′ 54″ O)            | Handwerkerhof: Quergebäude                                    | Quergebäude; 2. H. 19. Jh.; zweigeschossiger geschlämmter Backsteinbau mit pfannengedecktem Satteldach und Gesimsgliederung - Begründung: geschichtlich, städtebaulich - Schutzumfang: gesamtes Objekt - Denkmaltyp: Bauliche Anlage, Sachgesamtheit: Handwerkerhof Große Straße 73 | BW                               |
| 130            | Große Straße 75 (54° 47′ 20″ N, 9° 25′ 55″ O)            | Kaufmannshof: Vorderhaus                                      | Vorderhaus; im Kern 17. Jh.; zweigeschossiger Fachwerkbau mit pfannengedecktem Satteldach und jüngerer Putzfassade mit Giebelaufsatz, seitl. flache Utlucht - Begründung: geschichtlich, künstlerisch, städtebaulich - Schutzumfang: gesamtes Objekt - Denkmaltyp: Bauliche Anlage, Sachgesamtheit: Kaufmannshof Große Straße 75 | Fotos hochladen                  |
| 154            | Große Straße 75 (54° 47′ 20″ N, 9° 25′ 54″ O)            | Kaufmannshof: Quergebäude                                     | Quergebäude; A. 18. Jh.; ehem. Stallgebäude, eingeschossiger geschlämmter Backsteinbau mit heute flachgeneigtem Pultdach und korbbogigen Toren - Begründung: geschichtlich, städtebaulich - Schutzumfang: gesamtes Objekt - Denkmaltyp: Bauliche Anlage, Sachgesamtheit: Kaufmannshof Große Straße 75 | BW                               |
| 382            | Große Straße 75 (54° 47′ 20″ N, 9° 25′ 53″ O)            | Kaufmannshof: zweiter Seitenflügel                            | zweiter Seitenflügel; um 1700; zweigeschossiger Flügelbau mit pfannengedecktem Satteldach und weit vorkragendem Fachwerkobergeschoss. - Begründung: geschichtlich, städtebaulich - Schutzumfang: gesamtes Objekt - Denkmaltyp: Bauliche Anlage, Sachgesamtheit: Kaufmannshof Große Straße 75 | BW                               |
| 29762          | Große Straße 75 (54° 47′ 20″ N, 9° 25′ 52″ O)            | Kaufmannshof: Rückflügel                                      | Rückflügel; 16./17. Jh.; rückseitig an das Vorderhaus anschließender zweigeschossiger Flügelbau mit Fachwerkobergeschoss und pfannengedecktem Satteldach - Begründung: geschichtlich, städtebaulich - Schutzumfang: gesamtes Objekt - Denkmaltyp: Bauliche Anlage, Sachgesamtheit: Kaufmannshof Große Straße 75 | BW                               |
| 29763          | Große Straße 75 (54° 47′ 20″ N, 9° 25′ 54″ O)            | Kaufmannshof: erster Seitenflügel                             | erster Seitenflügel; im Kern um 1700; dreigeschossiger Flügelbau mit leicht vorkragenden Fachwerkobergeschossen und flachgeneigtem Satteldach, jüngere Aufstockung - Begründung: geschichtlich, städtebaulich - Schutzumfang: gesamtes Objekt - Denkmaltyp: Bauliche Anlage, Sachgesamtheit: Kaufmannshof Große Straße 75 | BW                               |
| 131            | Große Straße 77 (54° 47′ 20″ N, 9° 25′ 55″ O)            | Wohn- und Geschäftshaus                                       | Wohn- und Geschäftshaus; 1868/69, Arch. Johannes Otzen; dreigeschossiger Backsteinbau auf hohem granitverkleidetem Sockelgeschoss mit Satteldach und aufwändig gestalteter Fassade in Neogotischen Formen, mittig breiter Dacherker mit Fialengiebel sowie sandsteinerner Kastenerker mit Altan, rückseitig zugehöriger Hofflügel - Begründung: geschichtlich, künstlerisch, städtebaulich - Schutzumfang: gesamtes Objekt - Denkmaltyp: Bauliche Anlage, Sachgesamtheit: Wohn- und Geschäftshaus Große Straße 77                                                  | BW                               |
| 47550          | Große Straße 77 (54° 47′ 20″ N, 9° 25′ 51″ O)            | Schornstein                                                   | Schornstein; 1908; zur ehem. Brotfabrik Lorenz Rerup gehörender hoher Rundschlot aus kleinen gelben Ziegeln, stellenweise Zierbänderung in dunklerem Ziegel - Begründung: geschichtlich, städtebaulich - Schutzumfang: gesamtes Objekt - Denkmaltyp: Bauliche Anlage, Sachgesamtheit: Wohn- und Geschäftshaus Große Straße 77 | BW                               |
| 132            | Große Straße 79 (54° 47′ 21″ N, 9° 25′ 54″ O)            | Wohn- und Geschäftshaus                                       | Wohn- und Geschäftshaus; 1895, Zimmermeister Andreas Fabian; viergeschossiger Bau mit ausgebautem Berliner Dach und reicher historisierender Putzfassade, teilw. mit Klinkerblendfeldern, außermittig dreigeschossiger Kastenerker mit Turmaufsatz, rückwärtig zugehöriger Hofflügel - Begründung: geschichtlich, künstlerisch, städtebaulich - Schutzumfang: gesamtes Objekt - Denkmaltyp: Bauliche Anlage, Sachgesamtheit: Wohn- und Geschäftshaus Große Straße 79                                                                                               | BW                               |
| 14304          | Große Straße 81 (54° 47′ 21″ N, 9° 25′ 54″ O)            | Wohn- und Geschäftshaus                                       | Wohn- und Geschäftshaus; 1897, Zimmermeister Andreas Fabian; viergeschossiger Bau mit ausgebautem Berliner Dach und historisierender Putzfassade, außermittig dreigeschossiger Polygonalerker mit abschließendem Volutengiebel, rückwärtig zugehöriger niedrigerer Hofflügel - Begründung: geschichtlich, künstlerisch, städtebaulich - Schutzumfang: gesamtes Objekt - Denkmaltyp: Bauliche Anlage, Sachgesamtheit: Wohn- und Geschäftshaus Große Straße 81 | BW                               |
| 8517           | Große Straße 83 (54° 47′ 21″ N, 9° 25′ 54″ O)            | Kaufmannshof: Querspeicher                                    | Querspeicher; um 1820; dreigeschossiger geschlämmter Backsteinquerbau mit pfannengedecktem Satteldach, in der linken Achse segmentbogiges Einfahrtstor und kleiner ehem. Lukengiebel - Begründung: geschichtlich, städtebaulich - Schutzumfang: gesamtes Objekt - Denkmaltyp: Bauliche Anlage, Sachgesamtheit: Kaufmannshof Große Straße 83 | BW                               |
| 14216          | Große Straße 83 (54° 47′ 21″ N, 9° 25′ 54″ O)            | Kaufmannshof: Vorderhaus                                      | Vorderhaus; im Kern 14./15. Jh.; mehrfach veränderter dreigeschossiger Bau mit wesentlich jüngerer, durch Kolossalpilaster gegliederter Putzfassade und gemeinsamem pfannengedecktem Walmdach mit Nachbargebäude Nr. 85 - Begründung: geschichtlich, städtebaulich - Schutzumfang: gesamtes Objekt - Denkmaltyp: Bauliche Anlage, Sachgesamtheit: Kaufmannshof Große Straße 83 | Fotos hochladen                  |
| 47568          | Große Straße 83 (54° 47′ 21″ N, 9° 25′ 53″ O)            | Kaufmannshof: erster Seitenflügel                             | erster Seitenflügel; im Kern um 1700; dreigeschossiger geschlämmter Flügelbau mit Satteldach - Begründung: geschichtlich, städtebaulich - Schutzumfang: gesamtes Objekt - Denkmaltyp: Bauliche Anlage, Sachgesamtheit: Kaufmannshof Große Straße 83 | BW                               |
| 14196          | Große Straße 85 (54° 47′ 21″ N, 9° 25′ 51″ O)            | Kaufmannshof: zweiter Seitenflügel                            | zweiter Seitenflügel; 1765; zweigeschossiger geschlämmter Backsteinflügel mit Satteldach - Begründung: geschichtlich, städtebaulich - Schutzumfang: gesamtes Objekt - Denkmaltyp: Bauliche Anlage, Sachgesamtheit: Kaufmannshof Große Straße 85 | BW                               |
| 35720          | Große Straße 85 (54° 47′ 22″ N, 9° 25′ 53″ O)            | Kaufmannshof: erster Seitenflügel                             | erster Seitenflügel; im Kern 16. Jh.; dreigeschossiger geschlämmter Flügelbau mit pfannengedecktem Satteldach. - Begründung: geschichtlich, städtebaulich - Schutzumfang: gesamtes Objekt - Denkmaltyp: Bauliche Anlage, Sachgesamtheit: Kaufmannshof Große Straße 85 | BW                               |
| 47577          | Große Straße 85 (54° 47′ 22″ N, 9° 25′ 54″ O)            | Kaufmannshof: Vorderhaus                                      | Vorderhaus; im Kern 16. Jh.; mehrfach veränderter dreigeschossiger Bau mit wesentlich jüngerer, durch Kolossalpilaster gegliederter Putzfassade und gemeinsamem pfannengedecktem Walmdach mit Nachbargebäude Nr. 83 - Begründung: geschichtlich, städtebaulich - Schutzumfang: gesamtes Objekt - Denkmaltyp: Bauliche Anlage, Sachgesamtheit: Kaufmannshof Große Straße 85 | BW                               |
| 384            | Große Straße 87 (54° 47′ 22″ N, 9° 25′ 54″ O)            | Kaufmannshof: Vorderhaus                                      | Vorderhaus; 1892; viergeschossiger Putzbau mit Berliner Dach und Fassade in Neorenaissanceformen, im EG Ladeneinbau - Begründung: geschichtlich, künstlerisch, städtebaulich - Schutzumfang: gesamtes Objekt - Denkmaltyp: Bauliche Anlage, Sachgesamtheit: Kaufmannshof Große Straße 87-87b | Fotos hochladen                  |
| 35726          | Große Straße 87 a (54° 47′ 22″ N, 9° 25′ 52″ O)          | Kaufmannshof: erster Seitenflügel                             | erster Seitenflügel; im Kern 16. Jh.; zweigeschossiger geschlämmter Flügelbau aus Klosterziegeln im Blockverband mit pfannengedecktem Satteldach - Begründung: geschichtlich, städtebaulich - Schutzumfang: gesamtes Objekt - Denkmaltyp: Bauliche Anlage, Sachgesamtheit: Kaufmannshof Große Straße 87-87b | BW                               |
| 35727          | Große Straße 87 b (54° 47′ 22″ N, 9° 25′ 52″ O)          | Kaufmannshof: zweiter Seitenflügel                            | zweiter Seitenflügel; im Kern 16. Jh.; zweigeschossiger geschlämmter Flügelbau mit stark vorkragendem Fachwerkobergeschoss und pfannengedecktem Satteldach - Begründung: geschichtlich, städtebaulich - Schutzumfang: gesamtes Objekt - Denkmaltyp: Bauliche Anlage, Sachgesamtheit: Kaufmannshof Große Straße 87-87b | BW                               |
| 35728          | Große Straße 87 (54° 47′ 22″ N, 9° 25′ 52″ O)            | Kaufmannshof: dritter Seitenflügel                            | dritter Seitenflügel; E. 19. Jh.; zweigeschossiger geschlämmter Flügelbau mit Pultdach - Begründung: geschichtlich, städtebaulich - Schutzumfang: gesamtes Objekt - Denkmaltyp: Bauliche Anlage, Sachgesamtheit: Kaufmannshof Große Straße 87-87b | BW                               |
| 35729          | Große Straße 87 (54° 47′ 22″ N, 9° 25′ 51″ O)            | Kaufmannshof: Quergebäude                                     | Quergebäude; 1881, Maurermeister Ludwig Lüttjohann; dreigeschossiges geschlämmtes Hinterhaus mit pfannengedecktem Satteldach und zeittypischer Backsteingliederung - Begründung: geschichtlich, städtebaulich - Schutzumfang: gesamtes Objekt - Denkmaltyp: Bauliche Anlage, Sachgesamtheit: Kaufmannshof Große Straße 87-87b | BW                               |
| 47580          | Große Straße 89 (54° 47′ 22″ N, 9° 25′ 54″ O)            | Handwerkerhof: Vorderhaus                                     | Vorderhaus; um 1860/70; zweigeschossiger Bau mit flachgeneigtem Satteldach und schlichter Putzfassade in spätklassizistischen Formen, im EG Ladeneinbau, rückwärtig zugehöriger Hofflügel - Begründung: geschichtlich, städtebaulich - Schutzumfang: gesamtes Objekt - Denkmaltyp: Bauliche Anlage, Sachgesamtheit: Handwerkerhof Große Straße 89 | BW                               |
| 9623           | Heiligengeistgang 4 - 6 (54° 47′ 15″ N, 9° 25′ 55″ O)    | Gemeindehaus von St. Marien                                   | Alteintragung (Aktualisierung vorgesehen) - Begründung: geschichtlich, künstlerisch, städtebaulich - Schutzumfang: gesamtes Objekt - Denkmaltyp: Bauliche Anlage | Fotos hochladen                  |
| 14046          | Heiligengeistgang 9 (54° 47′ 15″ N, 9° 25′ 56″ O)        | Wohnhaus                                                      | Wohnhaus; um 1875; traufständiges neunachsiges Backsteinwohnhaus mit zwei Geschossen, geschlämmte Fassade gegliedert durch stichbogige Fensterpaare, geschossteilendes Deutsches Band, Satteldach - Begründung: geschichtlich, städtebaulich - Schutzumfang: gesamtes Objekt - Denkmaltyp: Bauliche Anlage | BW                               |
| 1833 Wikidata  | Holm 1 - 3 (54° 47′ 10″ N, 9° 26′ 4″ O)                  | sog. "Gnomenkeller"                                           | sog ͣGnomenkeller͖͞ im Kern gotisch; zusammengefasste Kellerabschnitte mit Kreuzrippen und Tonnengewölben, Ausmalung in Gewölbezwickeln und an den Wänden durch verschiedene Künstler - Begründung: geschichtlich, künstlerisch - Schutzumfang: gesamtes Objekt - Denkmaltyp: Bauliche Anlage, Sachgesamtheit: Wohn- und Geschäftshaus Holm 1-3 mit Gnomenkeller | weitere Fotos \| Fotos hochladen |
| 26766          | Holm 1 - 3 (54° 47′ 10″ N, 9° 26′ 4″ O)                  | Geschäftshaus                                                 | Geschäftshaus; 1907, Magnus Schlichting; viergeschossiges Eckgebäude mit Natursteinfassade im Erdgeschoss und 1. Obergeschoss, 2. und 3. Obergeschoss Putzfassade, südl. über Traufe aufragendes Dachgeschoss mit Flachdach, stumpfe Ecke mit turmartigem Dachaufsatz, nordöstliches, flaches Satteldach, regelmäßige Fensterreihung - Begründung: geschichtlich, städtebaulich - Schutzumfang: gesamtes Objekt - Denkmaltyp: Bauliche Anlage, Sachgesamtheit: Wohn- und Geschäftshaus Holm 1-3 mit Gnomenkeller                                                   | BW                               |
| 1834           | Holm 10 (54° 47′ 9″ N, 9° 26′ 3″ O)                      | Wohnhaus Christiansen (Stadtsparkasse)                        | Wohnhaus Christiansen (Stadtsparkasse); 1853, Laurits Albert Winstrup; viergeschossiges Backsteintraufenhaus im Stil niederländischer Renaissance, freistehender Nordgiebel, Fassade mit Mittelrisalit und gestuftem Zwerchgiebel, Fenster mit verschiedenartigen Putzrahmen, Rückflügel - Begründung: geschichtlich, künstlerisch, städtebaulich - Schutzumfang: Wohnhaus Christiansen - Denkmaltyp: Bauliche Anlage, Mehrheit von baulichen Anlagen: Wohn- und Geschäftshäuser Holm 2-20/Rathausstraße 15/Südergraben 13-15                                      | Fotos hochladen                  |
| 85             | Holm 12 (54° 47′ 8″ N, 9° 26′ 3″ O)                      | Bankgebäude                                                   | Bankgebäude; 1911/12, H. Ross; viergeschossiges Traufenhaus mit Kolossalhalbsäulengliederung im barock-klassizistischen Heimatstil, zurückspringender giebelbekrönter Mittelrisalit mit Altan, zwei seitliche Rückflügel - Begründung: geschichtlich, künstlerisch, städtebaulich - Schutzumfang: gesamtes Äußeres - Denkmaltyp: Bauliche Anlage, Mehrheit von baulichen Anlagen: Wohn- und Geschäftshäuser Holm 2-20/Rathausstraße 15/Südergraben 13-15 | Fotos hochladen                  |
| 88 Wikidata    | Holm 13 (54° 47′ 8″ N, 9° 26′ 7″ O)                      | Ratsapotheke: Seitenflügel                                    | Seitenflügel; 19. Jh.; ehem. dreigeschossiger Seitenflügel, aufgestockt, Flachdach - Begründung: geschichtlich, künstlerisch, städtebaulich - Schutzumfang: gesamtes Objekt - Denkmaltyp: Bauliche Anlage, Sachgesamtheit: Ratsapotheke Holm 13 | weitere Fotos \| Fotos hochladen |
| 1844           | Holm 13 (54° 47′ 7″ N, 9° 26′ 6″ O)                      | Ratsapotheke: Vorderhaus                                      | Vorderhaus; 1620, 18. Jh.; spätgotisches unterkellertes Giebelhaus mit dreiachsiger Putzfassade mit Portalrisalit, Mittelportal z.T. erhalten, im Sprenggiebel Einhornskulptur, abgewalmtes Dach, zweischiffiger tonnengewölbter Keller - Begründung: geschichtlich, künstlerisch, städtebaulich - Schutzumfang: gesamtes Objekt - Denkmaltyp: Bauliche Anlage, Sachgesamtheit: Ratsapotheke Holm 13 | BW                               |
| 1845           | Holm 13 (54° 47′ 8″ N, 9° 26′ 7″ O)                      | Ratsapotheke: Rückflügel                                      | Rückflügel; 18. Jh.; ehem. dreigeschossiger Saalbau mit hohem Satteldach, im Erdgeschoss Reste eines Saales mit Stuckdecke - Begründung: geschichtlich, künstlerisch, städtebaulich - Schutzumfang: gesamtes Objekt - Denkmaltyp: Bauliche Anlage, Sachgesamtheit: Ratsapotheke Holm 13 | BW                               |
| 99             | Holm 15 (54° 47′ 7″ N, 9° 26′ 7″ O)                      | Kaufmannshof: Rückflügel                                      | Kaufmannshof: Rückflügel; 1712, spätgotischer Kern; zweigeschossiger Saalbau von zwei Achsen aus Rot- und Gelbstein, Dreieckgiebel mit flachbogigen Luken und Firstzinne, kreuzgewölbter Keller - Begründung: geschichtlich, städtebaulich - Schutzumfang: gesamtes Objekt - Denkmaltyp: Bauliche Anlage, Sachgesamtheit: Kaufmannshof Holm 15 | Fotos hochladen                  |
| 387            | Holm 15 (54° 47′ 7″ N, 9° 26′ 7″ O)                      | Kaufmannshof: Seitenflügel                                    | Kaufmannshof: Seitenflügel; 1712; zweigeschossiger Bau aus Rot-u. Gelbstein (jung), gotischer Mauerverband (alt), spätgotischer Keller mit Kreuzgewölben über Mittelstütze, gereihte doppelflügelige Zargenfenster, Kranerker - Begründung: geschichtlich, künstlerisch, städtebaulich - Schutzumfang: gesamtes Objekt - Denkmaltyp: Bauliche Anlage, Sachgesamtheit: Kaufmannshof Holm 15 | BW                               |
| 1835           | Holm 15 (54° 47′ 7″ N, 9° 26′ 6″ O)                      | Kaufmannshof: Vorderhaus                                      | Kaufmannshof: Vorderhaus; spätgotischer Kern, 1938, Georg Rieve; zweigeschossiger giebelständiger Backsteinbau mit Firstzinne, südlich um Eingang und Treppenhaus erweitert, Balkon mit geschweifter Gitterbrüstung - Begründung: geschichtlich, künstlerisch, städtebaulich - Schutzumfang: gesamtes Objekt - Denkmaltyp: Bauliche Anlage, Sachgesamtheit: Kaufmannshof Holm 15 | Fotos hochladen                  |
| 146            | Holm 17 (54° 47′ 6″ N, 9° 26′ 6″ O)                      | Kaufmannshof: Vorderhaus                                      | Kaufmannshof: Vorderhaus; um 1750/60; zweigeschossiges Traufenhaus mit Mansarddach, spätbarocke sechsachsige Putzfassade, Rokoko-Pilastergliederung im Obergeschoss, zwei Gauben mit seitlichen Volutenschwüngen und geschweiftem Abschluss - Begründung: geschichtlich, künstlerisch, städtebaulich - Schutzumfang: Kaufmannshof: Vorderhaus, Torbau - Denkmaltyp: Bauliche Anlage, Sachgesamtheit: Kaufmannshof Holm 17 | BW                               |
| 388            | Holm 17 (54° 47′ 7″ N, 9° 26′ 7″ O)                      | Kaufmannshof: erster Seitenflügel                             | Kaufmannshof: Erster Seitenflügel; 16. Jh.; zweigeschossiger Saalbau mit eingezogener südwestlicher Ecke, Satteldach, östlich Giebelschornstein, Fassade geschlämmt, vier Achsen im Obergeschoss und zwei große, breite Fenster des Rokokosaals im Erdgeschoss - Begründung: geschichtlich, städtebaulich - Schutzumfang: gesamtes Objekt - Denkmaltyp: Bauliche Anlage, Sachgesamtheit: Kaufmannshof Holm 17 | BW                               |
| 389            | Holm 17 (54° 47′ 7″ N, 9° 26′ 8″ O)                      | Kaufmannshof: zweiter Seitenflügel                            | Kaufmannshof: Zweiter Seitenflügel; spätes 18. Jh.; zweigeschossiger Backsteinbau mit Satteldach von neun Achsen, im Obergeschoss engreihte hohe Zargenfenster unter Blendbögen, stichbogiger linker Eingang im Erdgeschoss historisch - Begründung: geschichtlich, städtebaulich - Schutzumfang: gesamtes Objekt - Denkmaltyp: Bauliche Anlage, Sachgesamtheit: Kaufmannshof Holm 17 | BW                               |
| 390            | Holm 17 (54° 47′ 7″ N, 9° 26′ 7″ O)                      | Kaufmannshof: Quergebäude                                     | Kaufmannshof: Quergebäude (Borgerforeningen); 1844, Bauinspektor Tielemann; zweigeschossiger Putzbau von sechs Achsen mit Satteldach und Durchgang zum Hof, Hoffassade mit regelmäßig gereihten Fenstern, geschossteilendes Gesims - Begründung: geschichtlich, städtebaulich - Schutzumfang: gesamtes Objekt - Denkmaltyp: Bauliche Anlage, Sachgesamtheit: Kaufmannshof Holm 17 | BW                               |
| 391            | Holm 17 (54° 47′ 7″ N, 9° 26′ 9″ O)                      | Kaufmannshof: Rückflügel                                      | Rückflügel; 16./17. Jh.; zweigeschossiger geschlämmter Backsteinflügel von drei Achsen mit Satteldach, gewölbte Kellerräume, Vorderräume im Obergeschoss im Stil des Louis Seize, Treppenhaus mit beschnitzer Treppe - Begründung: geschichtlich, städtebaulich - Schutzumfang: gesamtes Objekt - Denkmaltyp: Bauliche Anlage, Sachgesamtheit: Kaufmannshof Holm 17 | BW                               |
| 300 Wikidata   | Holm 19 - 21 (54° 47′ 6″ N, 9° 26′ 7″ O)                 | Kaufmannshof: Vorderhaus                                      | Kaufmannshof: Vorderhaus; 16./17. Jh.; siebenachsiger Putz Breitbau mit Mansarddach, Fassade schlicht spätklassizistisch überformt, geschossteilende Gesimsbänder, zwei halbrunde klassizistische Treppenhäuser - Begründung: geschichtlich, künstlerisch, städtebaulich - Schutzumfang: gesamtes Objekt - Denkmaltyp: Bauliche Anlage, Sachgesamtheit: Kaufmannshof Holm 19-21 | weitere Fotos \| Fotos hochladen |
| 392            | Holm 19 (54° 47′ 7″ N, 9° 26′ 8″ O)                      | Kaufmannshof: nördlicher Rückflügel                           | Kaufmannshof: Nördlicher Rückflügel; spätes 16. Jh.; dreigeschossiger Rückflügel aus Backstein mit Akzentuierung durch Gelbstein, im Giebel des Satteldaches teilweise vermauerte stichbogige Luken, zweischiffiger gewölbter Keller - Begründung: geschichtlich, städtebaulich - Schutzumfang: gesamtes Objekt - Denkmaltyp: Bauliche Anlage, Sachgesamtheit: Kaufmannshof Holm 19-21 | BW                               |
| 1846           | Holm 19 (54° 47′ 6″ N, 9° 26′ 8″ O)                      | Kaufmannshof: erster nördlicher Seitenflügel                  | Kaufmannshof: Erster nördlicher Seitenflügel; spätes 16. Jh.; zweigeschossiger Gelb- und Rotsteinbau auf hohem Kellergeschoss mit Satteldach, Fenster verändert, stichbogige Luken im Dreieckgiebels zugesetzt, Fachwerkkranerker, zweischiffig gewölbter Keller - Begründung: geschichtlich, städtebaulich - Schutzumfang: gesamtes Objekt - Denkmaltyp: Bauliche Anlage, Sachgesamtheit: Kaufmannshof Holm 19-21 | Fotos hochladen                  |
| 45973          | Holm 19 (54° 47′ 6″ N, 9° 26′ 8″ O)                      | Kaufmannshof: zweiter nördlicher Seitenflügel                 | Kaufmannshof: zweiter nördlicher Seitenflügel; spätes 16. Jh.; zweigeschossiger Rot- und Gelbsteinbau auf hohem Kellergeschoss mit Satteldach, Fenster der Giebel- und Traufseite verändert - Begründung: geschichtlich, städtebaulich - Schutzumfang: gesamtes Objekt - Denkmaltyp: Bauliche Anlage, Sachgesamtheit: Kaufmannshof Holm 19-21 | BW                               |
| 14224          | Holm 20 (54° 47′ 7″ N, 9° 26′ 4″ O)                      | Wohn- und Geschäftshaus                                       | Wohn- und Geschäftshaus; 1895, H. Höft; dreigeschossiger Putzbau mit modernisiertem Erdgeschoss, 1. Obergeschoss mit breiten Fenstern zwischen dünnen Pilastern, genutetes 2. Obergeschoss mit ohrengerahmten Fenstern, Konsolgesimse, barockisierende Gauben - Begründung: geschichtlich, städtebaulich - Schutzumfang: gesamtes Objekt - Denkmaltyp: Bauliche Anlage, Mehrheit von baulichen Anlagen: Wohn- und Geschäftshäuser Holm 2-20/Rathausstraße 15/Südergraben 13-15                                                                                     | BW                               |
| 393            | Holm 21 (54° 47′ 6″ N, 9° 26′ 8″ O)                      | Kaufmannshof: südlicher Seitenflügel                          | Kaufmannshof: Südlicher Seitenflügel; spätes 16. Jh.; zweigeschossiger Backsteinflügel mit stichbogigen Kelleröffnungen, großen Fenstern unter Sturzbalken im Hauptgeschoss, Fachwerkkranerker über Ladetor im Obergeschoss, gerundeter Wendeltreppenanbau an östlichen Giebelseite - Begründung: geschichtlich, künstlerisch, städtebaulich - Schutzumfang: gesamtes Objekt - Denkmaltyp: Bauliche Anlage, Sachgesamtheit: Kaufmannshof Holm 19-21 | BW                               |
| 46424          | Holm 21 (54° 47′ 6″ N, 9° 26′ 9″ O)                      | Kaufmannshof: südlicher Rückflügel                            | Kaufmannshof: Südlicher Rückflügel; spätes 16. Jh.; dreigeschossiger Backsteinbau mit Satteldach und weitestgehend veränderten Fensterformen, Akzentuierung durch Gelbstein - Begründung: geschichtlich, städtebaulich - Schutzumfang: gesamtes Objekt - Denkmaltyp: Bauliche Anlage, Sachgesamtheit: Kaufmannshof Holm 19-21 | BW                               |
| 298            | Holm 23 (54° 47′ 6″ N, 9° 26′ 8″ O)                      | Kaufmannshof: erster Seitenflügel                             | Kaufmannshof: Erster Seitenflügel; 18. Jh.; zweigeschossiger Gelbsteinbau, geschlämmt, auf hohem Kellergeschoss, mit Satteldach und östlichem Fachwerkgiebel - Begründung: geschichtlich, städtebaulich - Schutzumfang: gesamtes Objekt - Denkmaltyp: Bauliche Anlage, Sachgesamtheit: Kaufmannshof Holm 23 | Fotos hochladen                  |
| 318            | Holm 23 (54° 47′ 5″ N, 9° 26′ 7″ O)                      | Kaufmannshof: Vorderhaus                                      | Kaufmannshof: Vorderhaus; 17./18. Jh., Fassade 1928, Guido Widmann; zweigeschossiges Giebelhaus mit abgewalmtem Satteldach und Putzfassade, Klosterziegelmauerwerk an der südlichen Traufseite und gewölbter Keller, Wappenstein der Familie Lüders - Begründung: geschichtlich, künstlerisch, städtebaulich - Schutzumfang: gesamtes Objekt - Denkmaltyp: Bauliche Anlage, Sachgesamtheit: Kaufmannshof Holm 23 | Fotos hochladen                  |
| 394            | Holm 23 (54° 47′ 6″ N, 9° 26′ 9″ O)                      | Kaufmannshof: zweiter Seitenflügel                            | Kaufmannshof: Zweiter Seitenflügel; 18. Jh.; zweigeschossiger Gelbsteinbau, geschlämmt, Keller als Vollgeschoss, Obergeschoss in Fachwerk vorkragend, Giebelfront in Fachwerk mit Ziegelmustern - Begründung: geschichtlich, städtebaulich - Schutzumfang: gesamtes Objekt - Denkmaltyp: Bauliche Anlage, Sachgesamtheit: Kaufmannshof Holm 23 | Fotos hochladen                  |
| 14225          | Holm 25 (54° 47′ 5″ N, 9° 26′ 7″ O)                      | Wohn- und Geschäftshaus                                       | Wohn- und Geschäftshaus; 1896, Moritz Pöhler; dreigeschossiger Bau mit aufwendiger Putzfassade, breitem Polygonalerker, Altan, von barockisierenden Gauben flankiertes Zwerchhaus, geschlämmte Rückfront, kurzer südseitiger Flügel gleicher Höhe - Begründung: geschichtlich, künstlerisch, städtebaulich - Schutzumfang: gesamtes Objekt - Denkmaltyp: Bauliche Anlage | BW                               |
| 14226          | Holm 27 (54° 47′ 5″ N, 9° 26′ 8″ O)                      | Wohn- und Geschäftshaus                                       | Wohn- und Geschäftshaus (auch Nikolaistraße 1); 1880/1904, Heinrich Johann Christian Tödten/Magnus Schlichting; viergeschossiger Eckbau mit Putzfassade, dreigeschossigem Konsolenerker mit Dreiecksgiebel u. verblendetem Dachausbau, Walmdach, Fenster mit Pilaster-Gebälk-Rahmung - Begründung: geschichtlich, künstlerisch, städtebaulich - Schutzumfang: gesamtes Objekt - Denkmaltyp: Bauliche Anlage | BW                               |
| 139            | Holm 35 (54° 47′ 4″ N, 9° 26′ 8″ O)                      | Kaufmannshof: Vorderhaus                                      | Kaufmannshof 35: Vorderhaus; 18. Jh./1905, Bandgholz/Reeps; dreigeschossiges Wohn- und Geschäftshaus mit überformter Jugendstilfassade im Erdgeschoss, erkerähnlich vortretende flachrunde, von kassettierten Lisenen eingefassten Achsen, Dach straßenseitig abgewalmt - Begründung: geschichtlich, künstlerisch, städtebaulich - Schutzumfang: gesamtes Objekt - Denkmaltyp: Bauliche Anlage, Sachgesamtheit: Kaufmannshof Holm 35 | BW                               |
| 397            | Holm 37 (54° 47′ 3″ N, 9° 26′ 9″ O)                      | Wohn- und Geschäftshaus                                       | Wohn- und Geschäftshaus; 1878; zweigeschossiges Giebelhaus, Fassade in Formen der Neurenaissance, System von Pilastern, fensterflankierende kannelierte Halbsäulen, Lisenen, Mitte betont von Figurennische, Sandsteinskulptur eines Knaben auf Sockel - Begründung: geschichtlich, künstlerisch, städtebaulich - Schutzumfang: gesamtes Objekt - Denkmaltyp: Bauliche Anlage | BW                               |
| 14230          | Holm 38 (54° 47′ 5″ N, 9° 26′ 6″ O)                      | Wohn- und Geschäftshaus                                       | Wohn- und Geschäftshaus; 1907, Magnus Schlichting, Anton Meyer; Viergeschossiger Putzbau mit ausgebautem Dach, Front in Bauart der Reformarchitektur, flachrunder Erker, rustizierte Lisenen - Begründung: geschichtlich, städtebaulich - Schutzumfang: gesamtes Äußeres - Denkmaltyp: Bauliche Anlage | BW                               |
| 147            | Holm 39 (54° 47′ 3″ N, 9° 26′ 11″ O)                     | Kaufmannshof: Rückflügel                                      | Kaufmannshof Holm 39: Rückflügel; 16. Jh.; geschlämmter zweigeschossiger Backsteinflügel mit Satteldach, entkernt, im Obergeschoss korbbogig gerahmte Fenster, Fenster im Erdgeschoss rekonstruiert, zweischiffiger Keller im Inneren - Begründung: geschichtlich, städtebaulich - Schutzumfang: gesamtes Äußeres - Denkmaltyp: Bauliche Anlage, Sachgesamtheit: Kaufmannshof Holm 39 | BW                               |
| 1836           | Holm 39 (54° 47′ 3″ N, 9° 26′ 9″ O)                      | Kaufmannshof: Vorderhaus                                      | Kaufmannshof Holm 39: Vorderhaus; 1853 (Umbau 1984–86); dreigeschossiges Vorderhaus mit flachem Walmdach, spätklassizistische Putzfassade, Ladenzone im Erdgeschoss neu gestaltet, ursprünglicher Gliederung in Obergeschosse, Innen entkernt - Begründung: geschichtlich, künstlerisch, städtebaulich - Schutzumfang: gesamtes Äußeres - Denkmaltyp: Bauliche Anlage, Sachgesamtheit: Kaufmannshof Holm 39 | Fotos hochladen                  |
| 1837           | Holm 39 (54° 47′ 3″ N, 9° 26′ 10″ O)                     | Kaufmannshof: Seitenflügel                                    | Kaufmannshof Holm 39: Seitenflügel; 16. Jh.; in leichter Schrägung anlaufender zweiter Flügel mit halbrunden Treppenturm mit Wendeltreppe, im Erdgeschoss Reste einer bemalten bauzeitlichen Holzbalkendecke - Begründung: geschichtlich, städtebaulich - Schutzumfang: gesamtes Objekt - Denkmaltyp: Bauliche Anlage, Sachgesamtheit: Kaufmannshof Holm 39 | Fotos hochladen                  |
| 301            | Holm 41 (54° 47′ 3″ N, 9° 26′ 11″ O)                     | Kaufmannshof: Seitenflügel                                    | Kaufmannshof Holm 41: Seitenflügel; Kern spätes 15. Jh.; zweigeschossiger Hoftrakt mit Satteldach, zweischiffiger Keller im Inneren - Begründung: geschichtlich, städtebaulich - Schutzumfang: gesamtes Objekt - Denkmaltyp: Bauliche Anlage, Sachgesamtheit: Kaufmannshof Holm 41 | BW                               |
| 398            | Holm 41 (54° 47′ 3″ N, 9° 26′ 10″ O)                     | Kaufmannshof: Vorderhaus                                      | Kaufmannshof Holm 41: Vorderhaus; im Kern spätes 15. Jh. (Umbau 1895); zweigeschossiges Backsteinhaus mit neu gestalteter Putzfassade, Satteldach mit Kranluke nach Süden, zweischiffiger Keller - Begründung: geschichtlich, künstlerisch, städtebaulich - Schutzumfang: gesamtes Objekt - Denkmaltyp: Bauliche Anlage, Sachgesamtheit: Kaufmannshof Holm 41 | BW                               |
| 46016          | Holm 41 (54° 47′ 3″ N, 9° 26′ 12″ O)                     | Kaufmannshof: Rückflügel                                      | Kaufmannshof Holm 41: Rückflügel; Kern spätes 15. Jh.; zweigeschossiger Bau mit Satteldach - Begründung: geschichtlich, künstlerisch, städtebaulich - Schutzumfang: gesamtes Objekt - Denkmaltyp: Bauliche Anlage, Sachgesamtheit: Kaufmannshof Holm 41 | BW                               |
| 14231          | Holm 42 (54° 47′ 5″ N, 9° 26′ 6″ O)                      | Wohn- und Geschäftshaus                                       | Wohn- und Geschäftshaus; 1891, vmtl. Alexander Wilhelm Prale; viergeschossiger Backsteinbau mit reichem Zierfries, Glasurziegel, paarweise stichbogige Fenster im 3. Obergeschoss hervorgehoben durch geputzte Bogenblenden mit feiner vegetabiler Sgraffitomalerei - Begründung: geschichtlich, künstlerisch, städtebaulich - Schutzumfang: gesamtes Äußeres - Denkmaltyp: Bauliche Anlage | BW                               |
| 399            | Holm 43 (54° 47′ 2″ N, 9° 26′ 10″ O)                     | Kaufmannshof: Vorderhaus                                      | Kaufmannshof Holm 43: Vorderhaus; Anfang 18. Jh. (1711); dreigeschossiger Traufenbau, 1870/71 zweites Obergeschoss erhöht, Putzfassade in spätklassizistischer Formgebung vorgelegt, asymmetrisch gegliedert, die beiden linken Achsen turmartig überhöht, geschlämmte Rückfront mit Sandsteintafel, innen zweischiffiger Keller - Begründung: geschichtlich, künstlerisch, städtebaulich - Schutzumfang: Kaufmannshof: Vorderhaus, Wappentafel - Denkmaltyp: Bauliche Anlage, Sachgesamtheit: Kaufmannshof Holm 43                                                | BW                               |
| 1838           | Holm 43 (54° 47′ 3″ N, 9° 26′ 13″ O)                     | Kaufmannshof: Rückflügel                                      | Kaufmannshof Holm 43: Rückflügel; frühes 18. Jh.; dreigeschossiger Rückflügel aus Backstein, geschlämmt, an Traufseite mit Zierankern u. Buchstabenankern Dreieckgiebel mit korbbogigen Luken u. Ankerzahlen, mittelalterlicher Keller - Begründung: geschichtlich, städtebaulich - Schutzumfang: Kaufmannshof: Rückflügel, Keller - Denkmaltyp: Bauliche Anlage, Sachgesamtheit: Kaufmannshof Holm 43 | BW                               |
| 1862           | Holm 45 (54° 47′ 2″ N, 9° 26′ 11″ O)                     | Kaufmannshof: Querspeicher                                    | Kaufmannshof Holm 45: Querspeicher; Ende 19. Jh.; dreigeschossiger verputzter Speicherquerbau mit korbbogigem Durchgang, ehemaliges Ladetor und zweigeschossiger hölzerner Windenerker, hohes Satteldach - Begründung: geschichtlich, städtebaulich - Schutzumfang: gesamtes Objekt - Denkmaltyp: Bauliche Anlage, Sachgesamtheit: Kaufmannshof Holm 45 | BW                               |
| 2781           | Holm 45 (54° 47′ 2″ N, 9° 26′ 10″ O)                     | Kaufmannshof: Vorderhaus                                      | Kaufmannshof Holm 45: Vorderhaus; 1726; giebelständiges Vorderhaus, im Kern Backsteingiebelhaus des 15./16. Jh., aufgestockt mit barocker Putzfassade, Gliederung 1987/88 wiederhergestellt, Kolossalpilaster, Zahlenanker 1726, zweigeschossiger, geschmückter Schweif- und Volutengiebel, Innen kreuzgewölbter Keller - Begründung: geschichtlich, künstlerisch, städtebaulich - Schutzumfang: gesamtes Objekt - Denkmaltyp: Bauliche Anlage, Sachgesamtheit: Kaufmannshof Holm 45                                                                               | Fotos hochladen                  |
| 2782           | Holm 45 (54° 47′ 2″ N, 9° 26′ 12″ O)                     | Kaufmannshof: zweiter Seitenflügel                            | Kaufmannshof Holm 45: zweiter Seitenflügel; 1870; zweieinhalbgeschossiges Werkstattgebäude mit flachem Satteldach, Lagerräume in Obergeschossen, Krangiebel u. Ladetore in Mittelachse - Begründung: geschichtlich, städtebaulich - Schutzumfang: gesamtes Objekt - Denkmaltyp: Bauliche Anlage, Sachgesamtheit: Kaufmannshof Holm 45 | Fotos hochladen                  |
| 19918          | Holm 45 (54° 47′ 2″ N, 9° 26′ 12″ O)                     | Kaufmannshof: erster Seitenflügel                             | Kaufmannshof Holm 45: erster Seitenflügel; 16.-17. Jh.; geschlämmter dreigeschossiger Backsteinbau mit Satteldach, im Sockel älteres Mauerwerk, dreiviertelrund vortretender Treppenturm mit Wendeltreppe an Ostseite, zweischiffiger Keller - Begründung: geschichtlich, städtebaulich - Schutzumfang: gesamtes Objekt - Denkmaltyp: Bauliche Anlage, Sachgesamtheit: Kaufmannshof Holm 45 | BW                               |
| 403            | Holm 47 (54° 47′ 1″ N, 9° 26′ 10″ O)                     | Kaufmannshof: Vorderhaus                                      | Vorderhaus Kaufmannshof Holm 47; Kernbau 16. Jh., Umbauten Anfang 19. u. Anfang 20. Jh.; dreigeschossiger Putzbau mit klassizistischer Fassade aus zwei Hausteilen zusammengelegt, traufständig, Mansarddach mit Mittelzwerchhaus, Gewölbekeller 16. Jh. - Begründung: geschichtlich, künstlerisch, städtebaulich - Schutzumfang: gesamtes Objekt - Denkmaltyp: Bauliche Anlage, Sachgesamtheit: Kaufmannshof Holm 47 | Fotos hochladen                  |
| 1841           | Holm 47 (54° 47′ 2″ N, 9° 26′ 12″ O)                     | Kaufmannshof: südlicher Seitenflügel                          | Südlicher Seitenflügel des Kaufmannshofes Holm 47; 16./17. Jh.; zweigeschossiger Fachwerkrückflügel, Obergeschoss und östl. Giebel auf Knaggen auskragend, Kehlenornamente - Begründung: geschichtlich, städtebaulich - Schutzumfang: gesamtes Objekt - Denkmaltyp: Bauliche Anlage, Sachgesamtheit: Kaufmannshof Holm 47 | Fotos hochladen                  |
| 1842           | Holm 47 (54° 47′ 2″ N, 9° 26′ 14″ O)                     | Kaufmannshof: Querspeicher                                    | Querspeicher Kaufmannshof Holm 47; 18. Jh.; zweigeschossiger geschlämmter Querbau mit Satteldach, zwei Sandsteintafeln seitlich über der Tordurchfahrt eingelassen - Begründung: geschichtlich, städtebaulich - Schutzumfang: gesamtes Objekt - Denkmaltyp: Bauliche Anlage, Sachgesamtheit: Kaufmannshof Holm 47 | Fotos hochladen                  |
| 14232          | Holm 49 - 51 (54° 47′ 1″ N, 9° 26′ 11″ O)                | Vorderhaus                                                    | Vorderhaus; 1881 (Nr. 51) Gebrüder Hummel, 1900 (Nr. 49) Andreas Fabian, im Kern älter; viergeschossiger Putzbau mit flachem Pultdach, Halbsäulen gerahmte Fensterpaare, aus Mitte verschobener Kastenerker - Begründung: geschichtlich, städtebaulich - Schutzumfang: gesamtes Objekt - Denkmaltyp: Bauliche Anlage, Sachgesamtheit: Kaufmannshof Holm 49-51 | BW                               |
| 12640          | Holm 53 (54° 47′ 0″ N, 9° 26′ 11″ O)                     | Wohn- und Geschäftshaus                                       | Wohn- und Geschäftshaus; 1904/05, Magnus Schlichting; viergeschossiger Putzbau mit Backsteinfassade im Erdgeschoss u. 1. Obergeschoss, ausgebautes Dach flach gedeckt, mittiger Erker mit Fachwerkgiebel, Zwerchgiebel über linker Achse - Begründung: geschichtlich, städtebaulich - Schutzumfang: gesamtes Objekt - Denkmaltyp: Bauliche Anlage, Sachgesamtheit: Gewerbehof Holm 53 | BW                               |
| 10571          | Holm 56 (54° 47′ 4″ N, 9° 26′ 7″ O)                      | Wohn- und Geschäftshaus                                       | Wohn- und Geschäftshaus; 2. Viertel d. 18. Jh.; Südhälfte eines ehem. zweigeschossigen Fachwerk-Doppelhauses, vorkragendes zweites Obergeschoss, von flachem Dreieckgiebel abgeschlossene zweigeschossige Utlucht - Begründung: geschichtlich, städtebaulich - Schutzumfang: gesamtes Objekt - Denkmaltyp: Bauliche Anlage | BW                               |
| 302 Wikidata   | Holm 59 (54° 47′ 0″ N, 9° 26′ 12″ O)                     | Kaufmannshof: Vorderhaus                                      | Kaufmannshof: Vorderhaus, sog. Steinbach-Haus; 18. Jh. (Kern 1632 (d)); Giebelhaus unter Satteldach mit geschlämmter Fassade, vorkragendes Giebeldreieck mit Rundbogenluken und Zierankern - Begründung: geschichtlich, künstlerisch, städtebaulich - Schutzumfang: gesamtes Objekt - Denkmaltyp: Bauliche Anlage | Fotos hochladen                  |
| 406            | Holm 59 (54° 47′ 0″ N, 9° 26′ 16″ O)                     | Kaufmannshof: Rückflügel                                      | Kaufmannshof: Rückflügel; 1560 (d); zweistöckiger Fachwerkbau mit Feldsteinsockel und Kehlbalkendach, Füllziegelversatz mit vers. Mustern, Balken auf flachen Kopfbändern, Keller mit Feldsteinmauerwerk - Begründung: geschichtlich, künstlerisch, städtebaulich - Schutzumfang: gesamtes Objekt - Denkmaltyp: Bauliche Anlage | Fotos hochladen                  |
| 13944          | Holm 60 (54° 47′ 3″ N, 9° 26′ 7″ O)                      | Wohn- und Geschäftshaus                                       | Wohn- und Geschäftshaus; 1880/90; dreigeschossiger Bau mit abgewalmtem Satteldach, spätklassizistischer Putzfassade mit genutetem Erdgeschoss, schlicht gerahmte Fenster in Obergeschoss flacher - Begründung: geschichtlich, städtebaulich - Schutzumfang: gesamtes Objekt - Denkmaltyp: Bauliche Anlage | BW                               |
| 14233          | Holm 62 (54° 47′ 3″ N, 9° 26′ 7″ O)                      | Wohn- und Geschäftshaus                                       | Wohn- und Geschäftsgebäude; 1740; zweigeschossiges Giebelhaus mit Satteldach, 1913 Utluchten entfernt, Giebelfront verputzt, Traufwand mit vorkragendem Fachwerkobergeschoss und Zwerchhaus - Begründung: geschichtlich, städtebaulich - Schutzumfang: gesamtes Objekt - Denkmaltyp: Bauliche Anlage, Sachgesamtheit: ehem. Kaufmannshof und ehem. Möbelfabrik Sauermann | BW                               |
| 46057          | Holm 62 (54° 47′ 2″ N, 9° 26′ 5″ O)                      | Rückflügel                                                    | Rückflügel; um 1880; zweigeschossiger Backsteinbau mit Bohlenbinderdach - Begründung: geschichtlich, städtebaulich - Schutzumfang: gesamtes Objekt - Denkmaltyp: Bauliche Anlage, Sachgesamtheit: ehem. Kaufmannshof und ehem. Möbelfabrik Sauermann | BW                               |
| 48806          | Holm 62 (54° 47′ 3″ N, 9° 26′ 6″ O)                      | südlicher Werkstattflügel (ehem. Möbelfabrik Sauermann)       | südl. Werkstattflügel (ehem. Möbelfabrik Sauermann); 1897, Maurermeister Höft; Nutzung als Werkstattgebäude der ehem. Möbelfabrik Sauermann, zwei- und dreigeschossiger Backsteinbau, Schmuckfassade zum Südergraben - Begründung: geschichtlich, wissenschaftlich, städtebaulich - Schutzumfang: gesamtes Äußeres - Denkmaltyp: Bauliche Anlage, Sachgesamtheit: ehem. Kaufmannshof und ehem. Möbelfabrik Sauermann | BW                               |
| 12638          | Holm 63 (54° 46′ 59″ N, 9° 26′ 12″ O)                    | Wohn- und Geschäftshaus                                       | Wohn- und Geschäftshaus; 1908, Arch. Karl Bernt; schmaler viergeschossiger Putzbau mit Satteldach und geschweiftem Zwerchgiebel, seitl. flacher Erker, zugehöriger Rückflügel mit Treppenhaus - Begründung: geschichtlich, künstlerisch, städtebaulich - Schutzumfang: gesamtes Objekt - Denkmaltyp: Bauliche Anlage, Mehrheit von baulichen Anlagen: Platzrandbebauung Südermarkt | BW                               |
| 14236          | Holm 64 (54° 47′ 3″ N, 9° 26′ 8″ O)                      | Wohn- und Geschäftshaus                                       | Wohn- und Geschäftshaus; 1894, Moritz Pöhler; viergeschossiger Bau mit Kieler Dach, Fassade in Backsteinsichtmauerwerk und Putzdekor, verputzter Kastenerker mit Säulen und Pilastern im 1. u. 2. Obergeschoss mit Altan, Fenster in reicher Putzrahmung - Begründung: geschichtlich, künstlerisch, städtebaulich - Schutzumfang: gesamtes Objekt - Denkmaltyp: Bauliche Anlage | BW                               |
| 46059          | Holm 66 (54° 47′ 2″ N, 9° 26′ 8″ O)                      | Kaufmannshof: Vorderhaus                                      | Kaufmannshof Holm 66: Vorderhaus; um 1840/50, Umbau 1898 Moritz Pöhler; dreigeschossiges traufständiges Vorderhaus mit spätklassizistischer Putzfassade, Treppenhausanbau zum Hof, auf Sohlbankgesimsen angeordnete Fenster eng gereiht - Begründung: geschichtlich, künstlerisch, städtebaulich - Schutzumfang: gesamtes Objekt - Denkmaltyp: Bauliche Anlage, Sachgesamtheit: Kaufmannshof Holm 66 | BW                               |
| 46063          | Holm 66 (54° 47′ 2″ N, 9° 26′ 7″ O)                      | Kaufmannshof: erster südlicher Seitenflügel                   | Kaufmannshof Holm 66: erster südlicher Seitenflügel; 1884, Alexander Wilhelm Prahle; zweigeschossiger Fachwerkbau mit Eingang an stumpfer Ecke, über Knaggen vorkragendes Obergeschoss. - Begründung: geschichtlich, städtebaulich - Schutzumfang: gesamtes Objekt - Denkmaltyp: Bauliche Anlage, Sachgesamtheit: Kaufmannshof Holm 66 | BW                               |
| 14238          | Holm 68 (54° 47′ 2″ N, 9° 26′ 8″ O)                      | Wohn- und Geschäftshaus                                       | Wohn- und Geschäftshaus; 1877; dreigeschossiger traufständiger Bau mit spätklassizistischer Putzfassade, Erdgeschoss genutet, geschosstrennende Gesimse, im HG Fenster mit dekorierten Brüstungen, Gebälk u. floralem Fries - Begründung: geschichtlich, städtebaulich - Schutzumfang: gesamtes Objekt - Denkmaltyp: Bauliche Anlage | BW                               |
| 8566           | Holm 70 (54° 47′ 2″ N, 9° 26′ 9″ O)                      | Kaufmannshof: Vordergebäude                                   | Alteintragung (Aktualisierung vorgesehen) - Begründung: geschichtlich, künstlerisch, städtebaulich - Schutzumfang: Alteintragung (Aktualisierung vorgesehen) - Denkmaltyp: Bauliche Anlage | Fotos hochladen                  |
| 8567           | Holm 70 (54° 47′ 2″ N, 9° 26′ 8″ O)                      | Kaufmannshof: erster Seitenflügel                             | Alteintragung (Aktualisierung vorgesehen) - Begründung: geschichtlich, künstlerisch, städtebaulich - Schutzumfang: Alteintragung (Aktualisierung vorgesehen) - Denkmaltyp: Bauliche Anlage | BW                               |
| 8568           | Holm 70 (54° 47′ 1″ N, 9° 26′ 7″ O)                      | Kaufmannshof: zweiter Seitenflügel                            | Alteintragung (Aktualisierung vorgesehen) - Begründung: geschichtlich, künstlerisch, städtebaulich - Schutzumfang: Alteintragung (Aktualisierung vorgesehen) - Denkmaltyp: Bauliche Anlage | BW                               |
| 8569           | Holm 70 (54° 47′ 2″ N, 9° 26′ 8″ O)                      | Kaufmannshof: Quergebäude                                     | Alteintragung (Aktualisierung vorgesehen) - Begründung: - Schutzumfang: Alteintragung (Aktualisierung vorgesehen) - Denkmaltyp: Bauliche Anlage | BW                               |
| 407            | Holm 76 (54° 47′ 1″ N, 9° 26′ 8″ O)                      | Kaufmannshof: erster Seitenflügel                             | Kaufmannshof Holm 76: erster Seitenflügel; 17. Jh.; zweigeschossiger Flügelbau mit geschlämmter Fassade, Fenster mit stichbogigen Blenden, Dreiecksgiebel verkleidet, Zwerchhaus im Satteldach - Begründung: geschichtlich, städtebaulich - Schutzumfang: gesamtes Objekt - Denkmaltyp: Bauliche Anlage, Sachgesamtheit: Kaufmannshof Holm 76 und Nikolaikirchhof 2a | BW                               |
| 408            | Holm 76 (54° 47′ 1″ N, 9° 26′ 7″ O)                      | Kaufmannshof: zweiter Seitenflügel                            | Kaufmannshof Holm 76: zweiter Seitenflügel; 18. Jh.; zweigeschossiger geschlämmter Flügelbau mit Satteldach, Stichbogenfensterblenden, Eingang mit Freitreppe, Keller - Begründung: geschichtlich, städtebaulich - Schutzumfang: gesamtes Objekt - Denkmaltyp: Bauliche Anlage, Sachgesamtheit: Kaufmannshof Holm 76 und Nikolaikirchhof 2a | BW                               |
| 19919          | Holm 76 (54° 47′ 1″ N, 9° 26′ 9″ O)                      | Kaufmannshof: Vorderhaus                                      | Kaufmannshof Holm 76: Vorderhaus; Kern 16. Jh., 1810, 1850/80; dreigeschossiges traufständiges Vorderhaus mit Walmdach, klassizistische Fassade, Erdgeschosszone verändert, genutetes Hauptgeschoss mit reich gerahmten Fenstern, Rückfront geschlämmt, dreischiffiger kreuzgewölbter Keller, bauzeitliche Ausstattung - Begründung: geschichtlich, künstlerisch, städtebaulich - Schutzumfang: gesamtes Objekt - Denkmaltyp: Bauliche Anlage, Sachgesamtheit: Kaufmannshof Holm 76 und Nikolaikirchhof 2a                                                         | BW                               |
| 142            | Holm 78 (54° 47′ 0″ N, 9° 26′ 10″ O)                     | Wohn- und Geschäftshaus                                       | Wohn- und Geschäftshaus; 16. Jh.,1715; dreigeschossiges verputztes Traufenhaus mit steilem Satteldach, Gebäuderückseite mit Backsteinmauerwerk aus Klosterformatsteinen, Südfront nach links abgeschrägt, Sandsteintafel und Zahlenanker - Begründung: geschichtlich, künstlerisch, städtebaulich - Schutzumfang: gesamtes Objekt - Denkmaltyp: Bauliche Anlage | BW                               |

## Quelle
- Liste der Kulturdenkmale in Schleswig-Holstein – Stadt Flensburg (PDF)